# Musée d'Art moderne André-Malraux
Pour les articles homonymes, voir Musée des beaux-arts.
Le musée d'Art moderne André-Malraux (MuMa) est un musée des beaux-arts situé au Havre à l'entrée du port. Grâce à de nombreux dons, legs et achats de la ville, il possède la plus riche collection de peintures impressionnistes en province avec celle du musée des Beaux-Arts de Rouen. Il est ainsi nommé en l'honneur de l'écrivain français André Malraux qui, alors ministre de la Culture, fit de ce musée un lieu d'avant-garde, le premier Musée-Maison de la culture, qu'il inaugura en 1961.

## L'histoire du musée
Fondé en 1845 et dirigé par le peintre Adolphe-Hippolyte Couveley, le musée des Beaux-Arts du Havre est complètement détruit par les bombardements de la Seconde Guerre mondiale. Les 1 500 peintures évacuées en lieu sûr sont épargnées, mais la plus grande partie des sculptures laissées sur place disparaît. Il sera le premier musée reconstruit après guerre.
Dès 1951, la municipalité du Havre décide de construire un nouveau bâtiment. Ce projet débute en 1952, grâce aux efforts conjugués de Georges Salles, directeur des Musées de France, et de Reynold Arnould, artiste havrais nommé conservateur des musées de la ville. Les deux hommes, qui mènent une réflexion fondamentale sur la fonction du musée, souhaitent rompre avec le modèle traditionnel, pour faire en sorte de créer une émulation artistique constante. Il faut que le musée puisse organiser des conférences, des projections cinématographiques, des concerts, d’où la nécessité de multiplier les espaces, selon de nouveaux principes de pluridisciplinarité et de flexibilité, qui inspireront notamment le Centre Pompidou : lieux d’exposition, ateliers, réserves, cafétéria, photothèque, discothèque, bibliothèque… Le musée se fixe pour objectif de susciter l’intérêt de tous les publics et de contribuer à l’éducation artistique, avant même qu’il soit envisagé de lui adjoindre la fonction de maison de la culture.
Les travaux, confiés à Guy Lagneau (en), architecte dissident de l’atelier de reconstruction d’Auguste Perret, et à ses associés, Raymond Audigier, Michel Weill et Jean Dimitrijevic, débutent en 1958. Jean Prouvé collabore à la construction et réalise notamment la grande porte donnant sur la mer, vers laquelle s'élance, telle la figure de proue de la ville à l'entrée du port, Le Signal, une sculpture monumentale d'Henri-Georges Adam, et le musée est inauguré le 24 juin 1961 par André Malraux.
Pour remédier aux dégradations aggravées par l'air marin, la municipalité décide en 1993 de réhabiliter le musée. Les architectes Emmanuelle et Laurent Beaudouin, lauréats du concours, restructurent l’édifice, entre 1995 et 1999, tout en revalorisant ses qualités architecturales et paysagères. À l'issue des travaux, le musée prend le nom de musée Malraux, auquel on ajoutera le vocable d'Art moderne en 2011, à l'occasion de son cinquantenaire.
En effet, déjà bénéficiaire en 1936 de la donation de Charles-Auguste Marande, membre du Cercle de l'art moderne du Havre, comprenant 89 œuvres fauves et impressionnistes, dont 63 peintures, puis en 1963 du legs par la veuve de Raoul Dufy de 70 œuvres du peintre, dont 30 peintures, le musée décide d'affirmer sa vocation pour cette période en vue d'une meilleure visibilité de sa collection, à la suite d'une nouvelle donation de 206 œuvres, comprenant 71 peintures supplémentaires.
Ainsi, en 2004, Hélène Senn-Foulds, la petite-fille du collectionneur havrais Olivier Senn, également membre du Cercle de l'art moderne, fait une donation exceptionnelle au musée de tableaux de maîtres comme Eugène Delacroix (Paysage à Champrosay) ou Gustave Courbet, mais surtout impressionnistes, post-impressionnistes et fauves, avec Pierre-Auguste Renoir (Le Portrait de Nini Lopez), Monet, Henri-Edmond Cross (Plage de la Vignasse), Félix Vallotton (La Valse), Edgar Degas, Camille Pissarro, Armand Guillaumin, Henri Matisse, Albert Marquet, etc., qui viennent s'ajouter au patrimoine culturel de la municipalité.

## L’architecture du musée

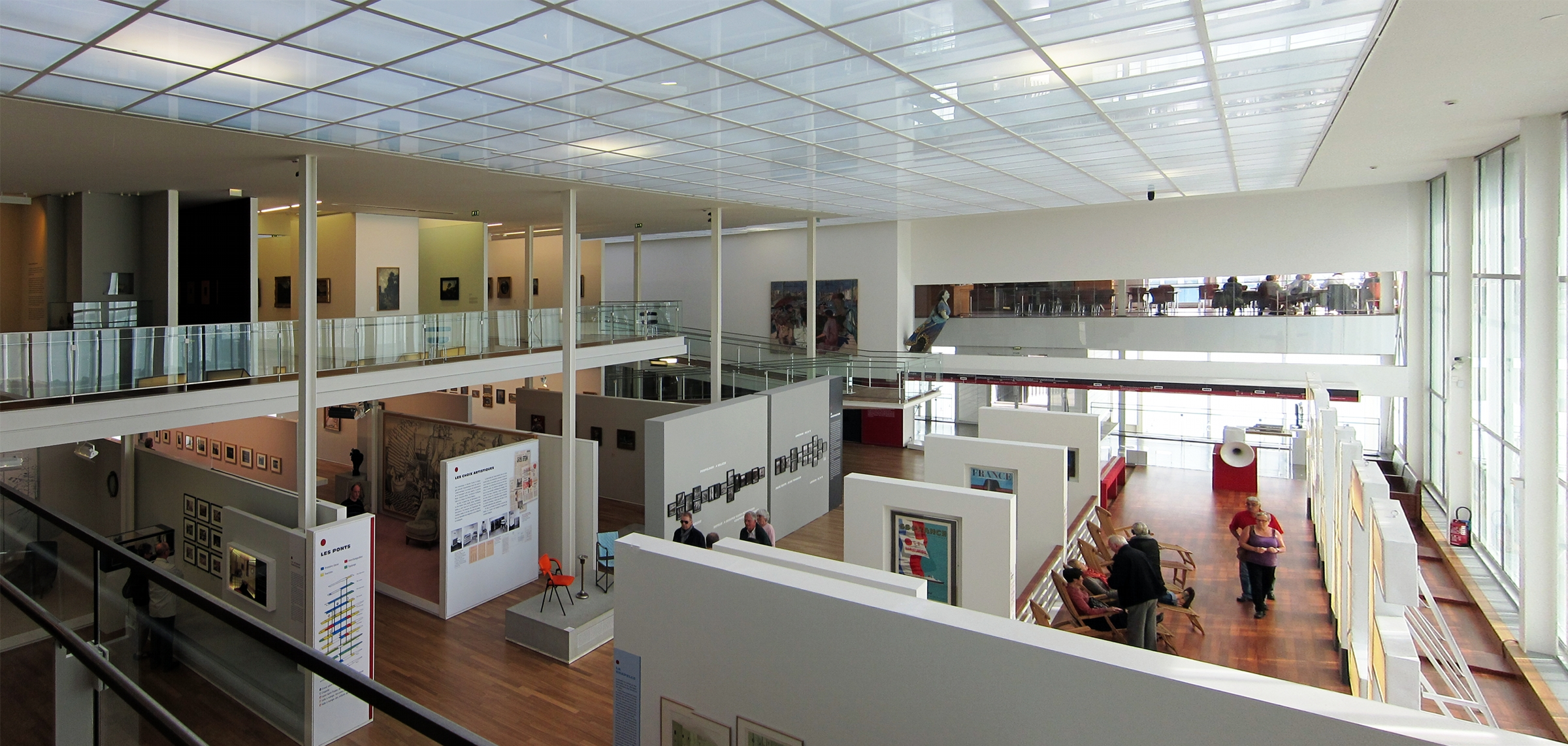
L'espace intérieur du musée.

Le musée a été conçu par quatre architectes — Guy Lagneau, Michel Weill, Jean Dimitrijevic et Raymond Audigier —, en étroite collaboration avec quatre ingénieurs — Bernard Laffaille et René Sarger (pour les structures acier et béton), Jean Prouvé (pour l’emploi de l’aluminium), André Salomon (pour l’éclairage naturel et artificiel) — et avec l’artiste Henri-Georges Adam, à qui fut commandée une sculpture monumentale pour la façade de l’édifice. Flexibilité et transparence sous-tendent ce projet novateur mené par une équipe de pionniers dans leur domaine. Le musée, construit au bord de la mer à proximité d’un îlot d’habitation typique de la reconstruction menée au Havre, proclame une double rupture. Rupture avec le style de la reconstruction de la ville entreprise par Auguste Perret, mais aussi et surtout avec l’esthétique traditionnelle de ce type d’institution. L’architecture annonce d’emblée la modernité du programme « musée-maison de la culture », laquelle s’incarne à l’intérieur du bâtiment dans des solutions muséographiques d’avant-garde qui transforment radicalement la vision des œuvres de la collection. Elle favorise notamment une flexibilité des espaces qui permet de répondre avec une grande souplesse et une grande efficacité aux exigences d’une programmation faite d’expositions, certes, mais aussi de concerts, de conférences ou de spectacles.
L’édifice, vitré sur cinq faces, est baigné de lumière naturelle. Les façades exposées aux vents (sud et ouest) sont constituées de deux pans de verre et de panneaux d’aluminium conçus par Jean Prouvé, qui a également dessiné la grande porte de service située à l’ouest (7 × 6 m), ainsi que le paralume installé au-dessus du toit. Véritable performance technologique, ce paralume en lames d’aluminium inclinées en ailes d’avion brise les rayons du soleil et renvoie une douce luminosité au cœur du bâtiment. La lumière est en effet la véritable composante du musée, qui combine deux types d’éclairage : l’éclairage zénithal classique, privilégié par la plupart des musées du siècle passé, et un éclairage latéral issu des quatre points cardinaux et non plus seulement du nord, selon la conception traditionnelle. À l’est, un verre opalin atténue les rayons du matin, tandis que la façade ouest est équipée de trois niveaux de filtration : une paroi de verre sérigraphiée croise ses lignes horizontales avec celles verticales des volets pivotants, tissant un quadrillage de densité variable. Lorsque les rayons lumineux entrent horizontalement, des stores complètent le dispositif. Au plafond, des dalles carrées translucides tamisent la lumière réfléchie par le paralume.
Dépourvu de mur porteur, le musée est un espace flexible. Reposant sur quelques poteaux, la structure dégage un vaste volume qui se prête à tous les usages et à tous les aménagements. Ainsi, avec un espace ouvert et 550 m2 de surfaces vitrées, la transparence est omniprésente et le bâtiment laisse pénétrer la lumière changeante de l’estuaire de la Seine, celle-là même qui a inspiré de nombreux peintres présents dans les collections.
Le Signal, sculpture monumentale commandée par l’État en 1956 à Henri-Georges Adam pour le parvis du musée-maison de la culture, fait partie intégrante du musée et de son identité. Longue de 22 mètres, haute de 7 mètres et pesant plus de 220 tonnes, la sculpture isole un fragment du paysage, autour duquel elle dessine un cadre de béton, et souligne la situation exceptionnelle de l’édifice à l’entrée du port. Sa mise en œuvre a représenté un défi technique car, bien que creux et d’une portée considérable, ce monument repose sur son socle pour à peine un quart de sa longueur.
Le nom de Signal, qui explicite la fonction de l’œuvre, ne semble pas avoir été attribué par l’artiste. Cette appellation apparaît dans la presse à partir de 1959, et c’est sous ce titre qu’elle est inventoriée au Fonds national d’art contemporain et dans les registres du musée. Mais, pour les Havrais, son nom semble ne jamais s’être véritablement fixé et « l’œil », « la navette », « la boussole » sont autant de termes qui lui sont plus spontanément attribués.
Durant les cinquante années où elle est restée placée sans protection sous les vents dominants, l’œuvre a subi de plein fouet les intempéries, cause majeure d’érosion. Sa restauration, annoncée comme l’un des principaux événements de la célébration du cinquantenaire du musée en 2011, lui a rendu son aspect d’origine, revalorisant du même coup cet emblème du dialogue noué entre le musée, la mer et le port.

## Histoire des collections
Constituées à partir de 1845, les collections du musée ont d’abord été un reflet fidèle des différentes écoles de peinture européenne depuis la Renaissance. Mais au tournant du XXe siècle, à la suite de plusieurs dons et legs importants, le musée d’Art moderne André-Malraux devient un haut lieu de l’impressionnisme et du fauvisme.

### Acquisitions de la Ville du Havre
Consciente qu'il convient de donner sa place à l'école impressionniste, la Ville du Havre achète très tôt des œuvres à Pissarro (L'Avant-port du Havre. Matin. Soleil. Marée et L'anse des Pilotes et le brise-lames est, Le Havre, après-midi, temps ensoleillé en 1903) et à Claude Monet (Les Falaises de Varengeville, Le Parlement de Londres et Les Nymphéas en 1911). La collection du musée est ponctuellement enrichie par des acquisitions qui complètent le fonds déjà constitué, soit avec des pièces du XIXe siècle (Monet : Fécamp bords de mer, Courbet : La Vague), soit en l'ouvrant au XXe siècle (Léger, Hélion, Villon, Dubuffet…) et notamment à la photographie contemporaine.

### 1900: le don Louis Boudin
En 1900, Louis Boudin, conformément aux volontés de son frère Eugène qui s'éteint à Deauville en 1898, donne à la Ville du Havre le fonds d'atelier de ce dernier. L'artiste contribue ainsi à l'enrichissement des collections avec 224 esquisses peintes sur toile, carton, panneau de bois. Ces œuvres d'Eugène Boudin sont des témoignages irremplaçables sur le travail en plein air quotidien du peintre.

### Le Cercle de l'art moderne (1906-1909)
Le Cercle de l'art moderne s'est constitué au Havre en 1906, sous l'impulsion, notamment, des peintres havrais Raoul Dufy et Othon Friesz et de Braque, dans le but de faire connaître à un large public les tendances nouvelles, dites « modernes », en peinture, sculpture, mais aussi dans le domaine de l'architecture, de la musique, de la poésie et des arts décoratifs. Le président du Cercle, M. Choupay, architecte en chef de la Ville du Havre, secondé par un secrétaire général, Georges Jean-Aubry, et entouré de peintres mais aussi d'une équipe de négociants havrais, parmi lesquels MM. Marande et Senn (dont les collections enrichiront par la suite le musée), Dussueil, Luthy, Van der Velde, tous cofondateurs, tenaient à « faciliter les manifestations d'un art personnel, en organisant des réunions hebdomadaires, des expositions d'art, des concerts de musique de chambre et des conférences de vulgarisation artistique. » Le Cercle de l'art moderne a rassemblé en quatre expositions, de 1906 à 1909, quelque 272 œuvres d'artistes qui seront reconnus par la postérité. Toutes les tendances de la modernité en ce début du siècle sont visibles au Havre, parmi lesquelles, outre celles des deux Havrais déjà mentionnés, des œuvres impressionnistes (Monet, Renoir, Sisley, Guillaumin), néo-impressionnistes (Cross, Signac et Luce), de peintres nabis (Bonnard, Maurice Denis, Sérusier, Vallotton et Vuillard), mais aussi des artistes fauves du Salon d'automne de 1905 (Camoin, Derain, Manguin, Marquet, Matisse, Puy et Vlaminck).

### 1936: le legs de Charles-Auguste Marande

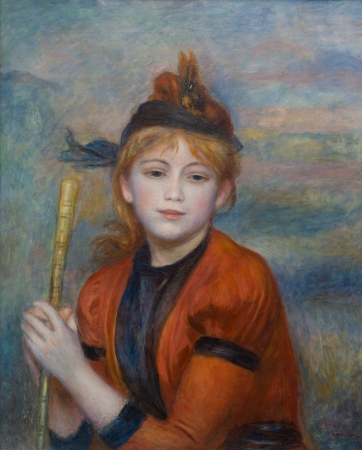
Auguste Renoir, L'Excursionniste, vers 1888. Œuvre léguée par Charles-Auguste Marande.

Dès 1929, Charles-Auguste Marande fait connaître sa volonté de léguer à la Ville du Havre sa collection. C'est ainsi que de nouvelles pièces impressionnistes (Renoir, Monet, Pissarro), mais surtout des œuvres fauves (Marquet, Kees van Dongen, Camoin) font leur entrée en 1936 au musée, soit 63 peintures, 25 dessins et une sculpture. Ce legs a constitué le cœur de la collection impressionniste et fauve du musée, avant l'arrivée de la donation Senn-Foulds.

### 1963: le legs deMmeDufy

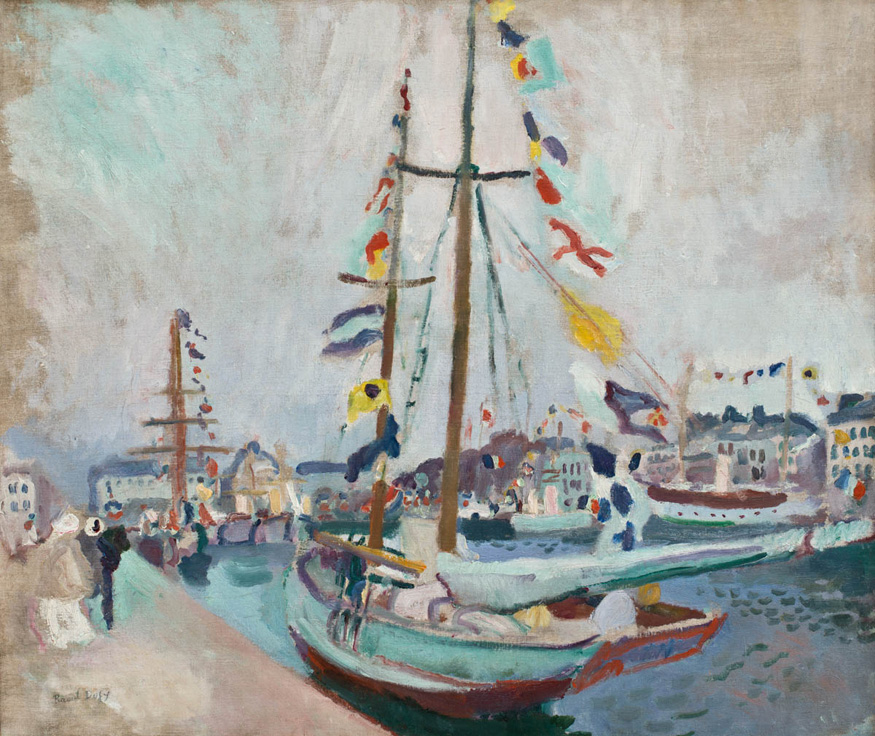
Raoul Dufy, Le Yacht pavoisé au Havre, 1904.

En 1963, la veuve de Raoul Dufy lègue à la Ville du Havre, dont est originaire l'artiste, un ensemble de 70 œuvres de son mari, soit 30 peintures, 30 dessins, cinq aquarelles — dont le choix est effectué par le conservateur des musées du Havre, Reynold Arnould — ainsi que trois céramiques, une tapisserie et un buste de Valerisce représentant Dufy. Cette collection est représentative de toute la carrière de l'artiste : premiers essais impressionnistes, période fauve, regards vers Cézanne puis vers le cubisme, et enfin l'affirmation d'un style personnel, en marge des courants picturaux.

### 1980: le legs d'Alice Bellevallée
En 1980, Alice Bellevallée lègue onze peintures et dessins d'Othon Friesz.

### 2003
En 2003, la Ville du Havre a acheté une toile de Gustave Courbet intitulée Vague, par temps d’orage (89,5 × 134,5 cm), peinte à Étretat en 1869. Elle provient d'une collection privée américaine et a fait partie en 2004 d'une exposition sur le thème des Vagues. Elle appartient désormais aux collections permanentes du musée.

### 2004: la donation d'Hélène Senn-Foulds
En 2004, le musée se voit offrir, par donation d'Hélène Senn-Foulds, l'importante collection de 206 œuvres de son grand-père, Olivier Senn (1864-1959), natif du Havre, qui avait déjà offert quelques œuvres au musée comme Héliodore chassé du Temple de Delacroix, en 1913. Sa fine connaissance du milieu artistique lui a permis d'acquérir des œuvres majeures, parmi lesquelles des Courbet, Delacroix, Corot, mais surtout des impressionnistes tels que Renoir, Sisley, Monet, Pissarro, Guillaumin, Degas, des post-impressionnistes tels que Cross, des nabis comme Sérusier, Vallotton, Bonnard et Vuillard, des fauves comme Derain, Marquet et Matisse… Au total, ce sont 71 peintures, 130 œuvres graphiques et cinq sculptures qui ont été données par Hélène Senn-Foulds, faisant désormais du musée d'Art moderne André-Malraux l'un des plus riches musées français exposant une collection autour de l'impressionnisme.

### 2011

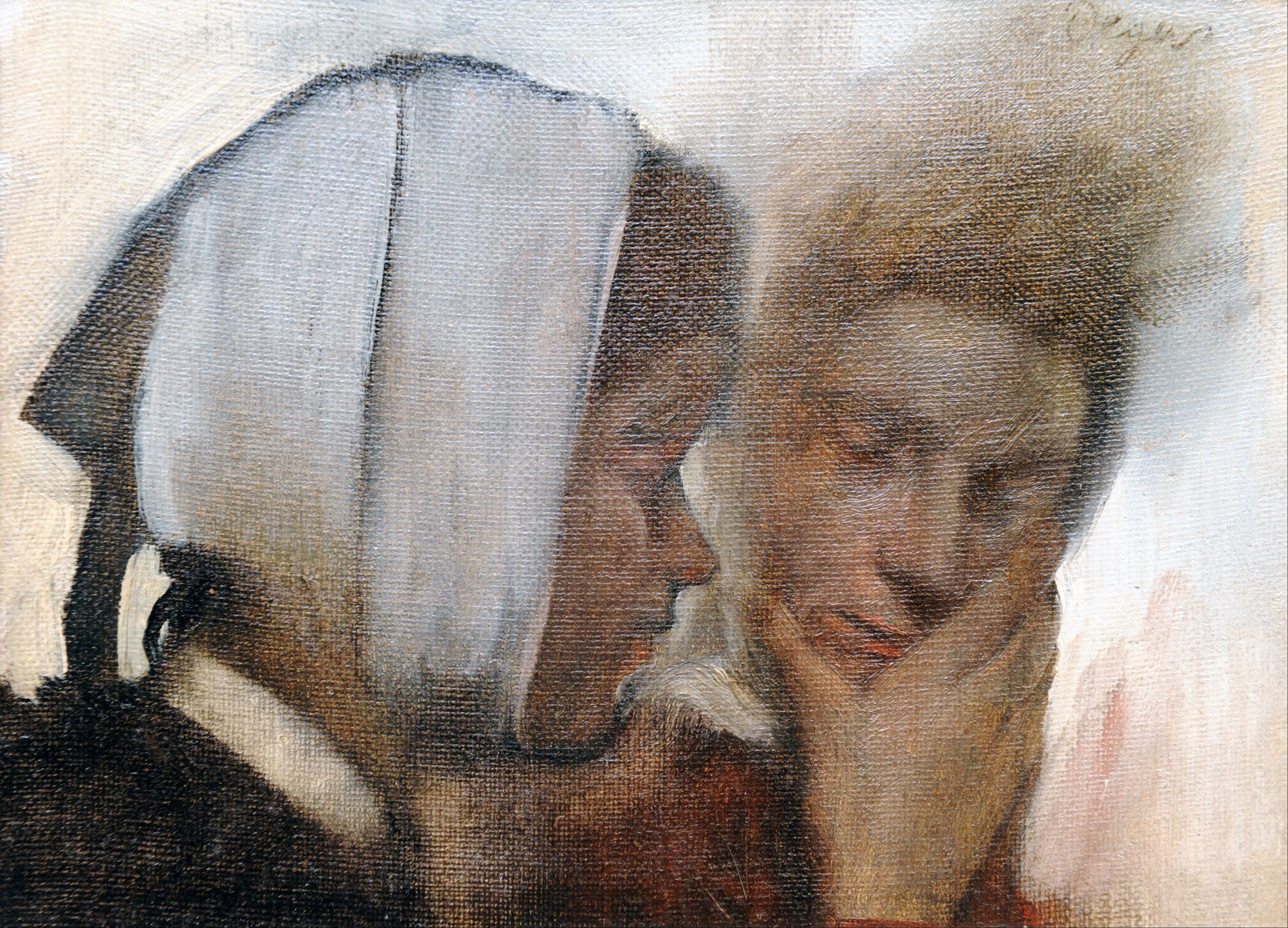
Edgar Degas, Les Blanchisseuses, entre 1870 et 1872. Œuvre restituée en 2011.

En 2011, le tableau de Degas Les Blanchisseuses ou Blanchisseuses souffrant des dents, déposé par l'État en 1961 et volé en 1973, est restitué au musée par Sotheby's, qui s'apprêtait à le mettre en vente à New York.

### 2014: la donation de Pierre-Maurice Mathey
En 2014, Pierre-Maurice Mathey, petit-fils par alliance d'Olivier Senn, rend hommage au grand-père de son épouse et donne, avec réserve d'usufruit, 17 œuvres— dix toiles de Boudin, Pissarro, Guillaumin, Cross, Marquet ou encore Victor Vignon et Charles Lacoste et sept dessins de Degas, Pissarro et Guillaumin —, qu'il a hérités de sa femme. Après la levée de l'usufruit en 2014, les œuvres sont rattachées au fonds Olivier Senn.

## Collections

### Peinture
Le site du musée indique que la collection de 1 500 peintures de l'ancien musée fut préservée du bombardement de 1944, à la différence de la plupart des sculptures restées sur place. Faute de place, ne sont exposées que quelques-unes des principales œuvres antérieures au style impressionniste et seul un choix des œuvres suivantes peut de même être présenté au niveau supérieur, lorsque des expositions temporaires sont organisées au rez-de-chaussée, ce qui, compte tenu de l'accroissement régulier des collections, pose la question de l'intérêt d'une extension du musée.

#### Peinture ancienne (jusqu'auXVIIIesiècle)

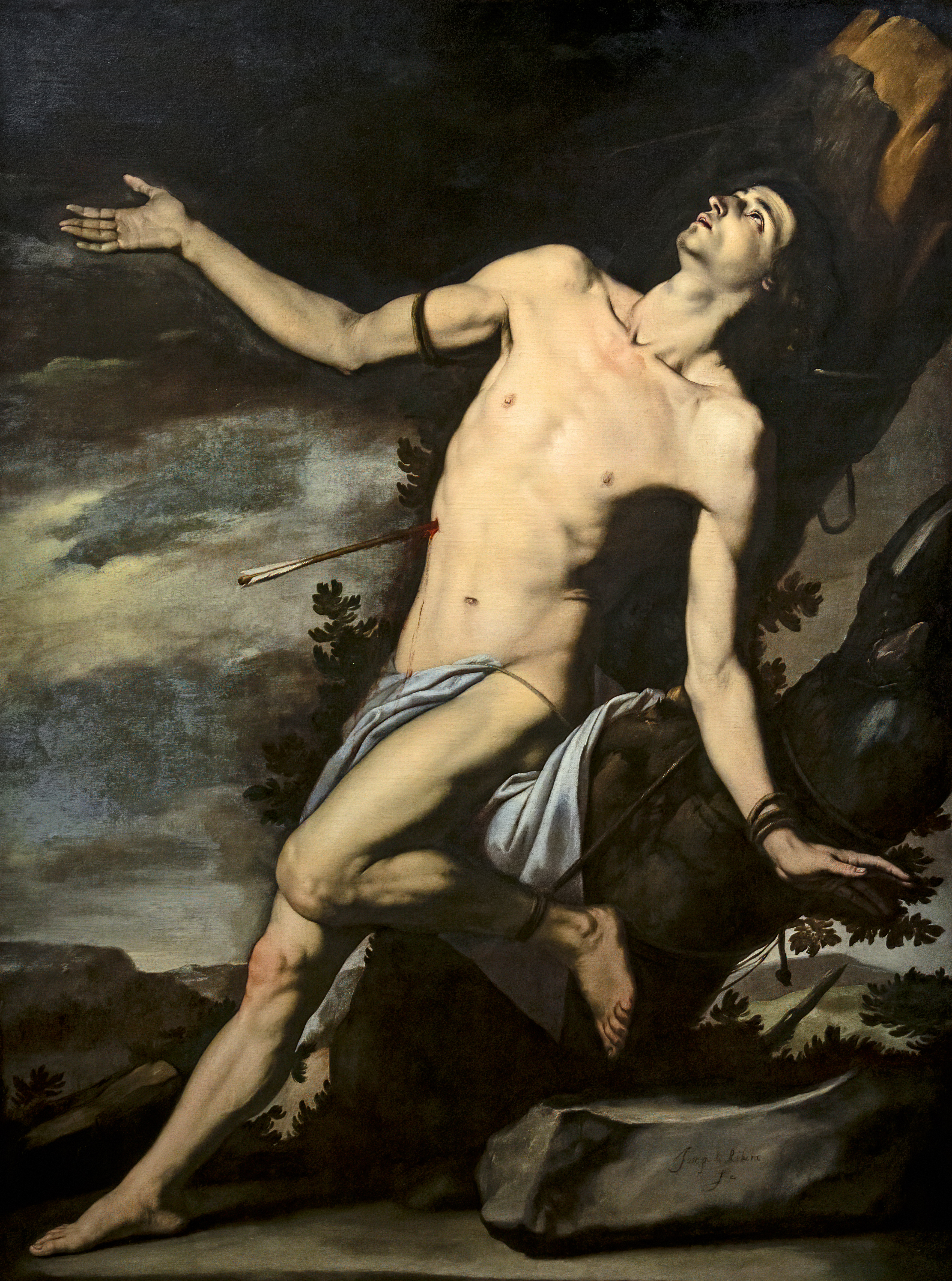
José de Ribera, Saint Sébastien, 1re moitié du XVIIe siècle.

- Francesco Albani : Jacob protège Rachel et Moïse sauvé des eaux.
- Ludolf Backhuysen : Les Barques de pêche, Barques de pêche et Marine[14].
- Hendrick ter Brugghen : La Vocation de Saint-Matthieu[15].
- Lorenzo Costa (attribué) : Sainte Marguerite en prière.
- Nicolas Delobel : La Toilette de Vénus.

Peinture ancienne
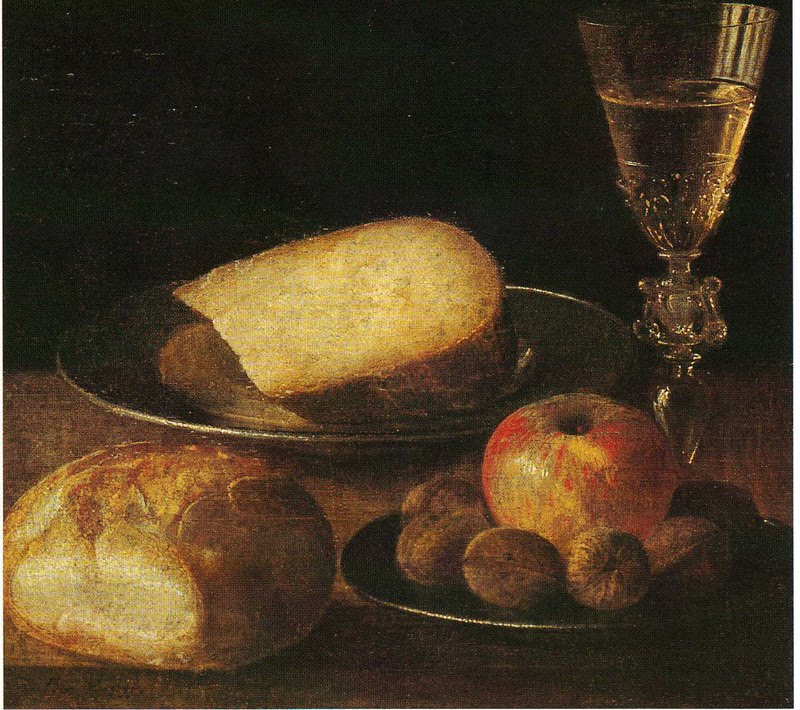
Alexandre-François Desportes : Nature morte aux fruits et au gibier.
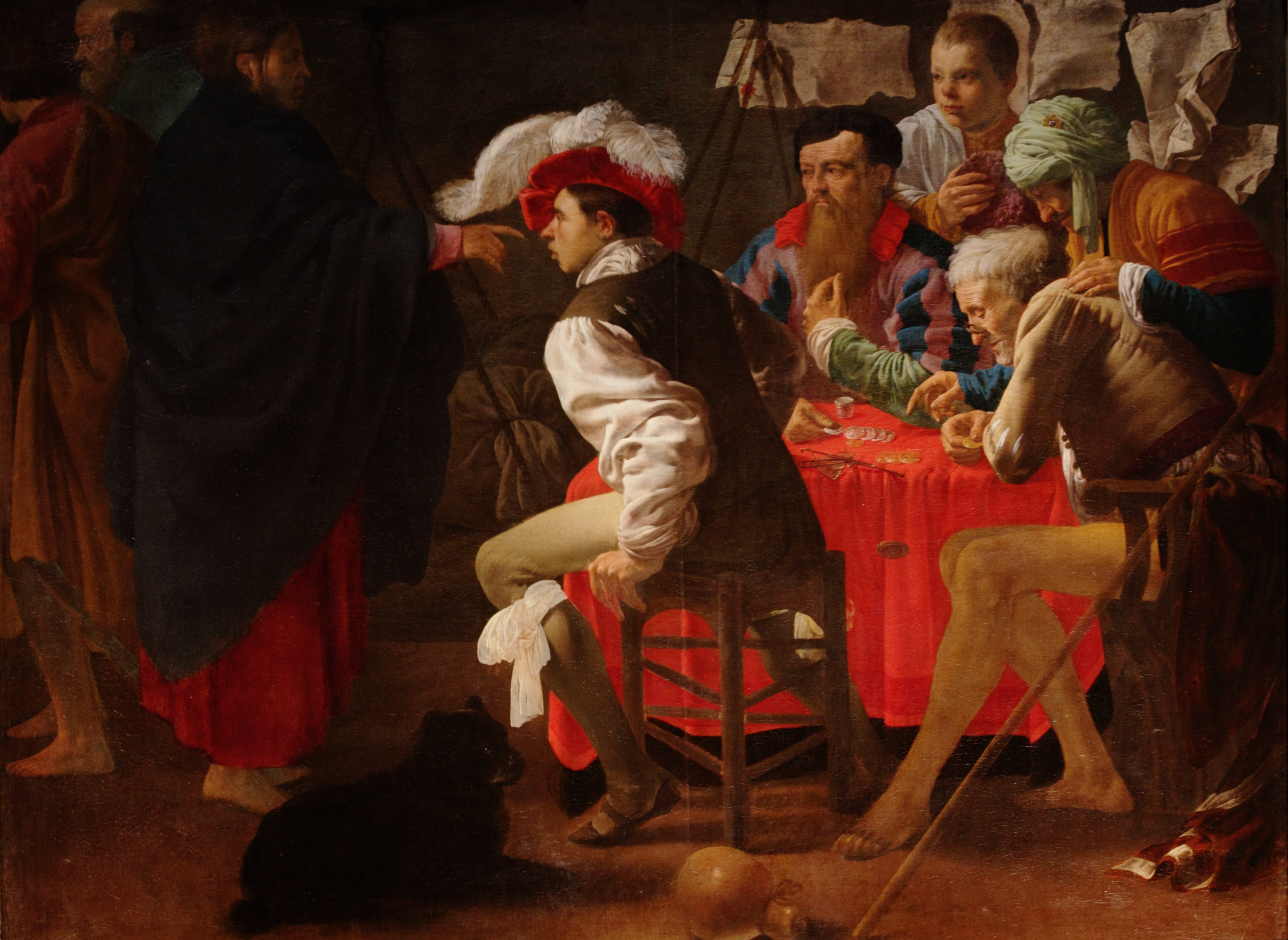
Hendrick ter Brugghen, La Vocation de Saint-Matthieu, vers 1618-1619.

- Gaspard Dughet : Paysage aux bergers et Le prophète désobéissant déchiré par le lion.
- Jean-Honoré Fragonard : Tête de jeune homme.
- Luca Giordano : Caton d'Utique et Présentation de la Vierge au Temple.
- Melchior d'Hondecoeter : Chien défendant le gibier.
- Abraham Janssens : Meleagre et Atalante.
- Charles de La Fosse : Consécration de la Vierge.
- Pierre Mignard : Saint Charles Borromé donnant la communion.
- Hendrick Pot : Portrait d'homme et Portrait de femme.
- José de Ribera : Saint Sébastien[16].
- Hubert Robert : Vue de Rome ; Paysage, aqueduc et rivière ; Paysage, lavoir, fontaine ; Un poste de soldats établi dans une église ; L'Incendie de Rome[17].
- Francesco Solimena : La Chute de Simon le magicien.
- Sébastien Stoskopff : Nature morte, fruits, fromage et pain et Nature morte à l'écrevisse.
- Il Todeschini : L’Excision de la pierre de folie .
- Willem van de Velde le jeune : Mer agitée et Barque au bord d'une plage.
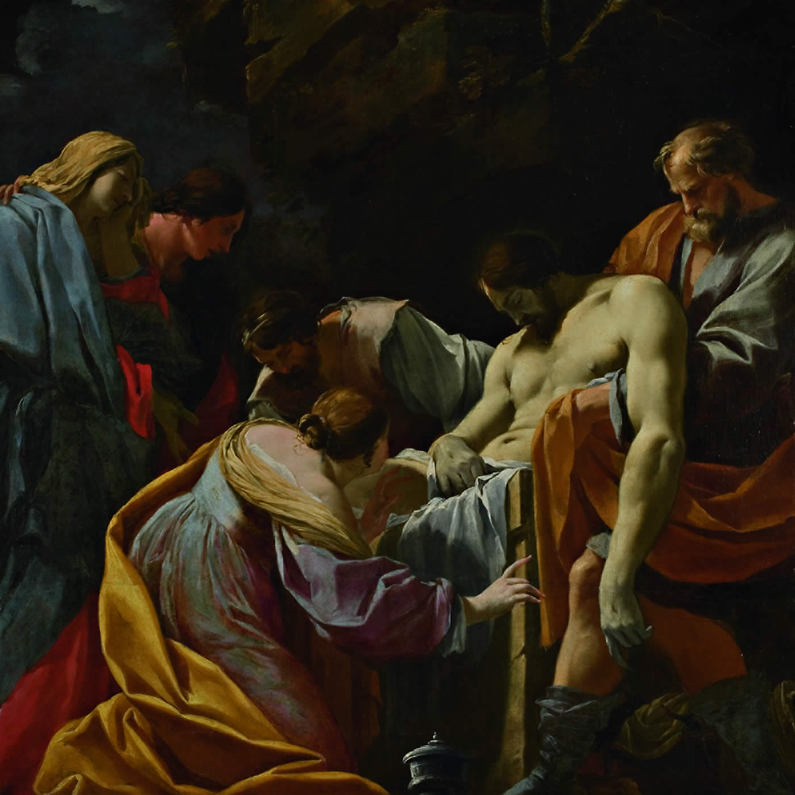
Simon Vouet : La Mise au tombeau[18].
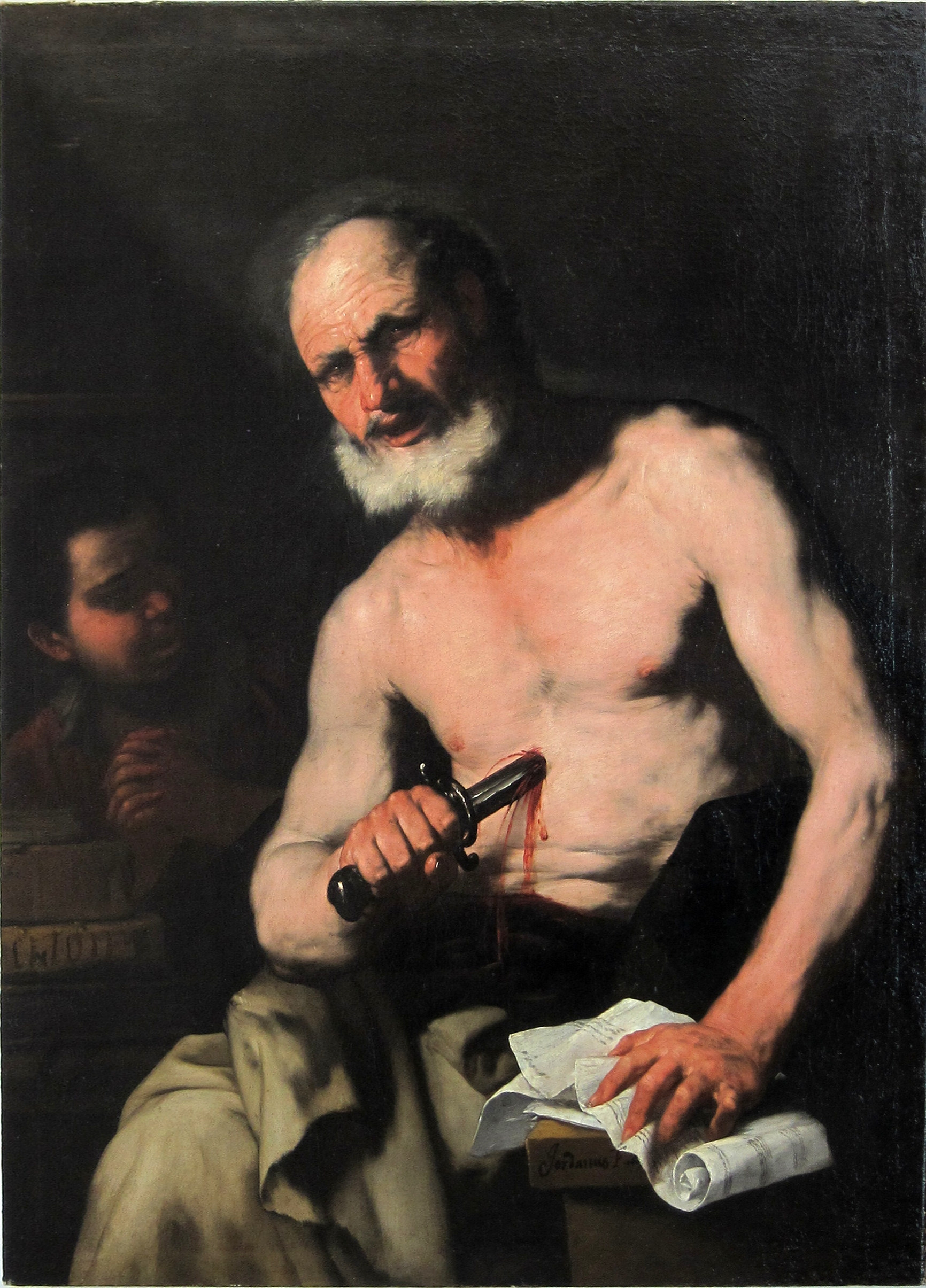
Luca Giordano, Caton d'Utique.
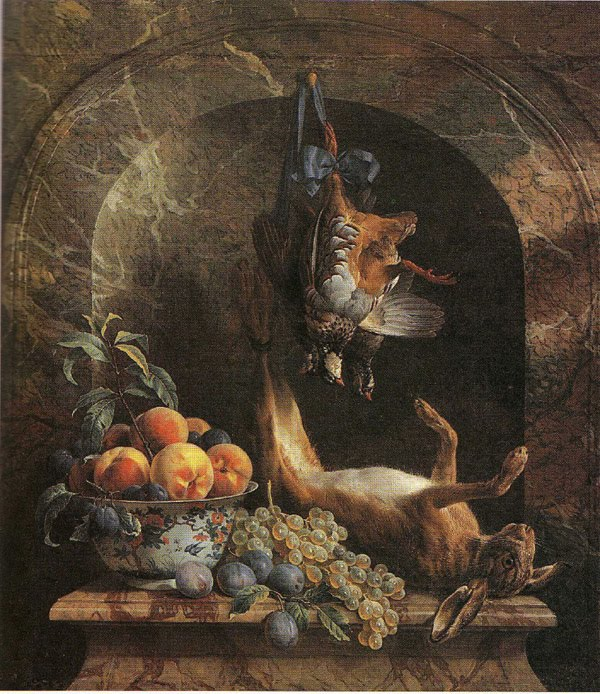
Alexandre-François Desportes, Nature morte aux fruits et au gibier, 1706.

- Emanuel de Witte : Intérieur d'église.
- Pierre-Jacques Volaire : Éruption du Vésuve, 1771.
- Philips Wouwerman (attribué) : Cavaliers près d'une tente.

#### Peinture depuis leXIXesiècle
Le musée est particulièrement réputé pour sa collection de peinture moderne, notamment des mouvements impressionniste, post-impressionniste et fauve, qui comporte des œuvres des plus grands peintres. Certains artistes, comme Monet, Renoir, Pissarro, Marquet, les havrais Raoul Dufy et Othon Friesz (legs de Mmes Dufy en 1963 et Bellevallée en 1980) ou Eugène Boudin (plus de 200 toiles de ce dernier dont de très nombreuses études) sont particulièrement bien représentés dans les collections. On retrouve au musée des œuvres de :
- Jules Ausset, Portrait d'Albert Copieux, 1924 ; Portrait d'Henri de Saint-Delis, 1929 ; Autoportrait ;
- Pierre Bonnard : Intérieur au balcon[19] ;
- Eugène Boudin : 225 peintures dont le fonds d’atelier, composé notamment des études de ciels et de vaches[20] et des marines dont Le Bassin de Deauville ; Entrée des jetées du Havre par gros temps ; Voiliers dans le port de Deauville et des dessins ;
- Georges Braque : La Côte-de-Grâce à Honfleur et Barque échouée sur la grève ;
- Charles Camoin : Jeune créole et Port de Marseille ;
- Roger Chastel : Cheminée d'hôtel, 1945 ;
- Jules Chéret : Femme en noir au manchon  et Danseuse (estampe) ;
- Antoine Chintreuil : Campagne au printemps ;
- John Constable : Paysage ;

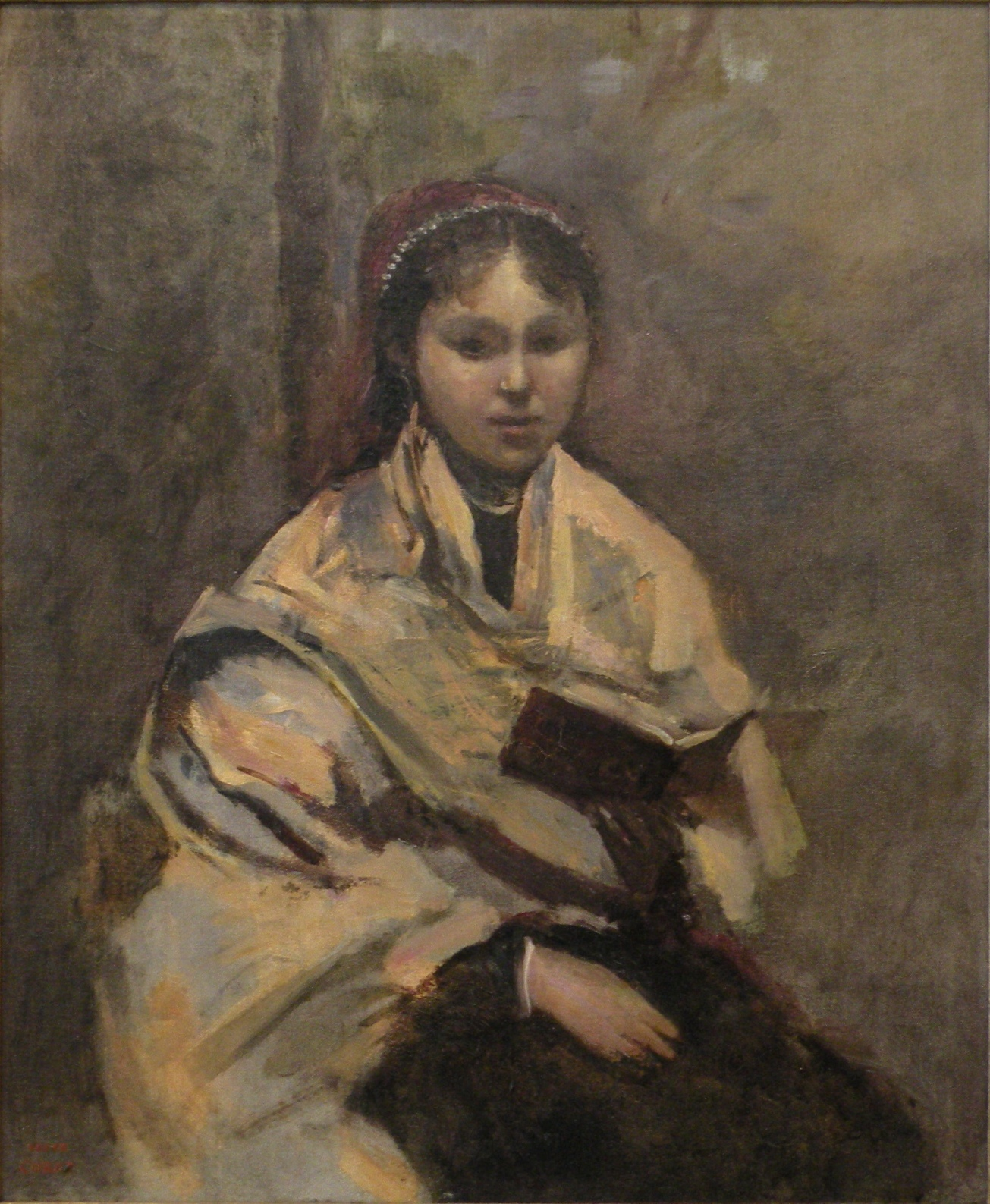
Camille Corot : Jeune Fille assise, un livre à la main et Dunkerque, remparts et porte d'entrée du port[21] ;
- Charles Cottet : Village soudanais ; Le Nil au Soudan ; Paysage colline et champs de blé ; Environs de Burgos ; Petit village au pied de la falaise ; Montagne ; Venise ; Trois personnages arabes et Village arabe et mosquée ;
- Gustave Courbet : La Vague (1869)[22] ; Remise de Chevreuils ; Les Bords de la mer à Palavas et Paysage à Ornans ;
- Henri-Edmond Cross : Plage de la Vignasse, les Îles d'Or (1891-1892)[23] ; Paysage avec eucalyptus et rivière et Étude pour Paysage provençal ;
- Édouard Joseph Dantan : Enterrement d'un enfant à Villerville ;
- Charles-François Daubigny : Pièce d'eau sous bois ;
- Edgar Degas : Les Blanchisseuses (1870-1872)[24] et une cinquantaine de dessins ;
- Eugène Delacroix : Paysage à Champrosay (vers 1849), Faust et Wagner avec le barbet et Héliodore chassé du Temple ;
- Maurice Denis : Le Soir près de la tour ;
- André Derain : Bougival[25] ;
- Gustave Doré : Épisode du siège de Paris en 1870 ;
- Louis-Alexandre Dubourg : La Jetée d'Honfleur et Marins ;
- Jean Dubuffet : Ontogénèse[26] ;
- Raoul Dufy : 33 œuvres, dont Le Yacht pavoisé au Havre[27] ; Jeanne dans les fleurs[28] ; Le Violon rouge[29] ; Baigneuse, cargo, voiliers et papillons ; Composition aux baigneuses et au nu allongé ; Fête maritime et visite officielle au Havre ; L'Estacade et la Plage du Havre[30] ; L'Oise et la Seine ; L'entrée du port du Havre ; La Véranda de Villerville ; Le Casino Marie-Christine ; Le Vieux port de Marseille et Notre Dame de la Garde ; Les Sirènes ; Promeneurs au bord de la mer ; Sortie de régates au Havre ; Souvenir du Havre, Vase aux baigneuses et cygnes[31] ; Fin de journée au Havre ; Le Port du Havre ; Le Clocher de l'église d'Harfleur, et une douzaine de dessins ;
- Henri Fantin-Latour : Femme nue assise, La Captive et Le Mariage mystique de Sainte Catherine ;
- Jules Flandrin : La Pavlova et Nijinsky ;
- Émile Othon Friesz : 60 œuvres, dont Portrait d'un capitaine ; Paysage avec village en bordure de rivière ; Avant-Port du Havre avec darses et l'Île-de-France sortant ; Bassin avec barques de pêche ; Femme dans une chaise longue ; Bassin des yachts à Sainte-Anne, Anvers[32] ; Le Havre, Bassin du Roy; Le Vieux Bassin du Havre, le soir, Maison, La Ciotat  et La Ciotat ainsi que des dessins ;
- Paul Gauguin : Paysage de Te Vaa ;
- Théodore Géricault : Vieille femme italienne[33] ;
- Albert Gleizes : Nature morte ;
- Théodore Gudin : Entrée du port du Havre ;
- Armand Guillaumin : Paysage de neige à Crozant[34] ; Le Moulin Brigand à Crozant ; La Creuse à Crozan et La Seine à Samois, et plusieurs dessins dont La Creuse à Crozant ; Crozant au printemps ; Pont sur la Creuse, Crozant ; Bords de la Creuse ; Paysage, arbres et rivière ; Paysage, village au bord de l'eau ; Pins maritimes, crique au Brusc ; Tête de femme de profil ; La Seine à Samois et des dessins ;
- Charles Guilloux : Lever de lune, vieille route de Tréduder ;
- Henri Harpignies : Paysage à la mare ;
- Jean Hélion : Tensions ;
- Eugène Isabey : Marée basse ;
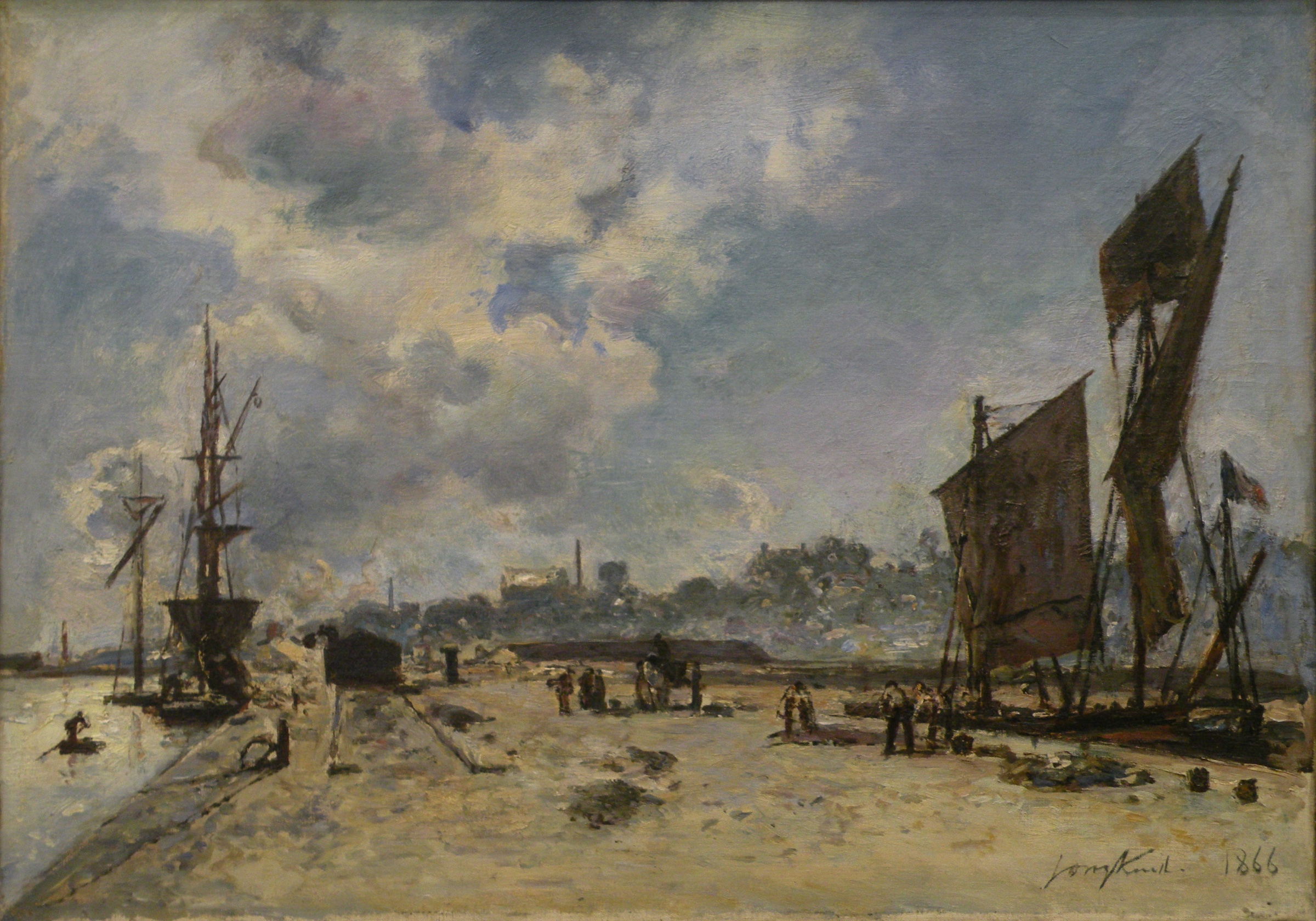
Johan Barthold Jongkind : Paris, le pont Marie et le quai des Célestins ; Paris, bord de Seine, quai des Célestins ; La Meuse à Maassluis, L'Aube ; Quai à Honfleur[35] et Le Port de Dordrecht ;
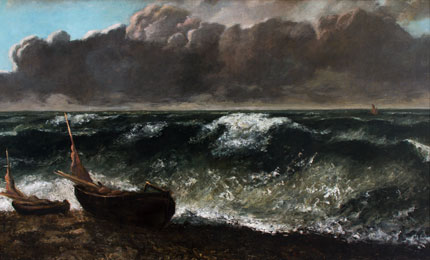
Gustave Courbet, La Vague, 1869.
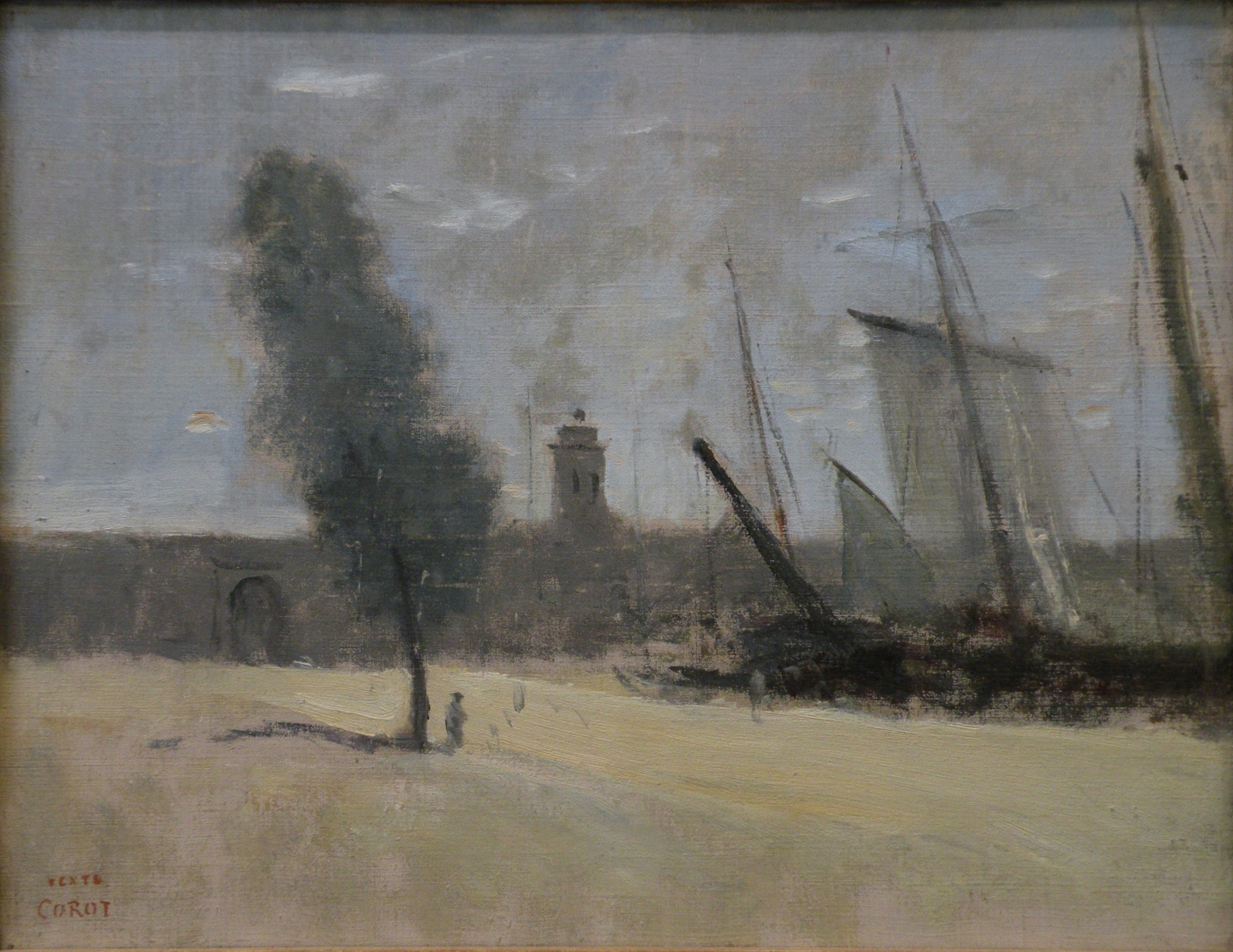
Jean-Baptiste Camille Corot, Dunkerque, remparts et porte d'entrée du port, 1873.

- Pierre Laprade :  Saint-Trojan, terrasse, Paysage avec statue et Bouquet de fleurs des champs ;
- Fernand Léger : Les Deux Femmes sur fond bleu[36] et Composition aux clés ;
- Tamara de Lempicka : Le Turban orange[37] ; Le Chinois et Graziella ;
- Stanislas Lépine : Le Canal Saint-Martin ; La Seine avec vue du Panthéon ; Berger gardant son troupeau et L'Église vue de la colline ;
- André Lhote : Les Arbres à Avignon[38] ;
- Alfred Manessier : Apaise ;
- Édouard Manet : Bateaux au soleil couchant[39] ;
- Albert Marquet : 37 œuvres, dont Les Toits rouges[40] ; Quai des Grands Augustins[41] ; Quai de la Seine à Paris ; Paysage du midi, Agay ; Le Port de la Ponche, Saint-Tropez ; Bouquet de fleurs et pommes ; Avant-port du Havre, l'anse des pilotes ; Intérieur à Sidi-Bou-Saïd[42] ; Balcon, vue sur le Mont Valérien dit aussi Balcon, avenue de Versailles ; Baie d'Audierne ; Le Port de Marseille ; Le Pont Saint-Michel à Paris ; Pivoines ; La Baie d’Alger ; Le Havre, le bassin ; Herblay, Automne, Le remorqueur (1919) et des dessins ;
- André Masson : Nature morte avec poisson ;
- Henri Matisse : Nature morte au pichet et Paysage ;
- Maxime Maufra : Lever de lune en Bretagne ; Bateau sardinier en pêche ; Bateau sardinier à la pêche ; La Crique, côte sauvage, Quiberon ; L’Église au Petit Andelys ; Le Bateau à Morgat et Transatlantique sortant du port, et des dessins dont Falaises au soleil couchant ;
- Georges Michel : Route près d’un bourg et Route en pleine campagne ;
- Jean-François Millet : Portrait de Charles-André Langevin[43] ;
- Claude Monet : Les Nymphéas (1906)[44] ; Fécamp, bord de mer ; Soleil d'hiver, Lavacourt[45] ; Le Parlement de Londres, effet de brouillard[46] ; Les Falaises de Varengeville et La Seine à Vétheuil[47] ;
- Henry Moret : La Baie de Lampaul ;
- Léon Germain Pelouse : La Rivière (l'étang de Rochefort-en-Terre) ;
- Camille Pissarro : Pommiers et peupliers au soleil couchant ; Paysanne gardant des vaches ; L'Anse des Pilotes et le Brise-lames est, Le Havre, après-midi, temps ensoleillé ; L'Anse des Pilotes, Le Havre, matin, soleil, marée montante[48] ; Soleil levant à Éragny ; Un carrefour à l'Hermitage, Pontoise ; Femme ôtant sa chemise de nuit, Quai du Pothuis, bords de l'Oise et Statue d’Henri IV et hôtel de la Monnaie, matin, soleil, et des dessins ;
- Jean Puy : Crique en Bretagne et Nature morte, bouquet d'oranges dans un pichet ;
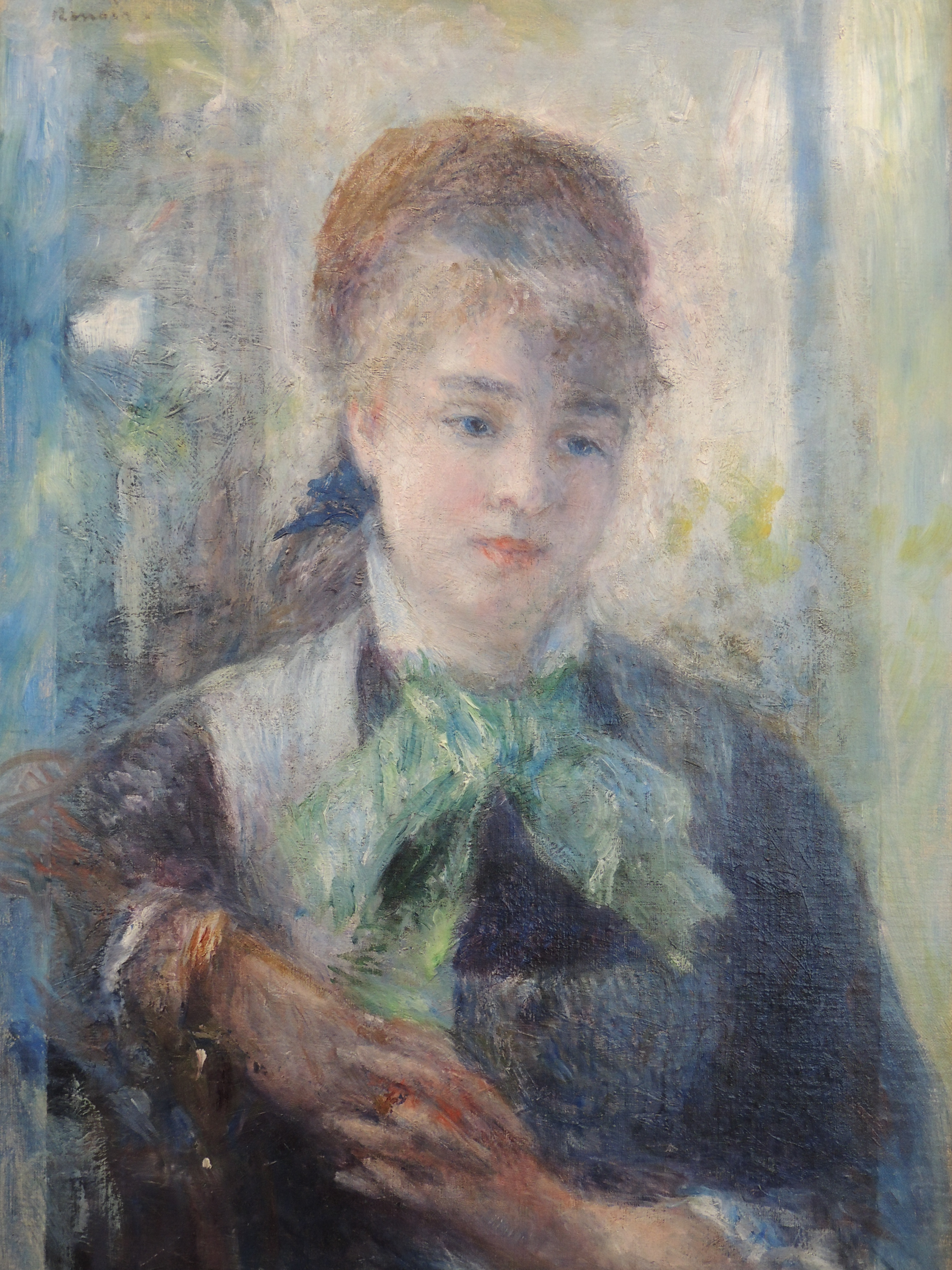
Auguste Renoir : Portrait de Nini Lopez[49] ; L'Excursionniste[50] ; Baie de Salernes[51] ; Pins à Cagnes[52] ; Femme vue de dos[53] ; Portait de jeune fille lisant et Tête d'enfant et pomme
- Ker-Xavier Roussel : Scène de danse ;
- Paul Sérusier : Nature morte aux roseaux[54] ; La Colline aux peupliers[55] et Le Berger Corydon[56] ;
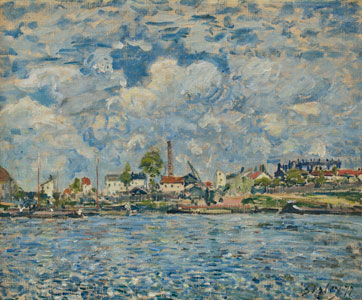
Alfred Sisley : Le Loing à Saint-Mammès[57] ; La Seine au point du jour et Le Pont de Moret ;
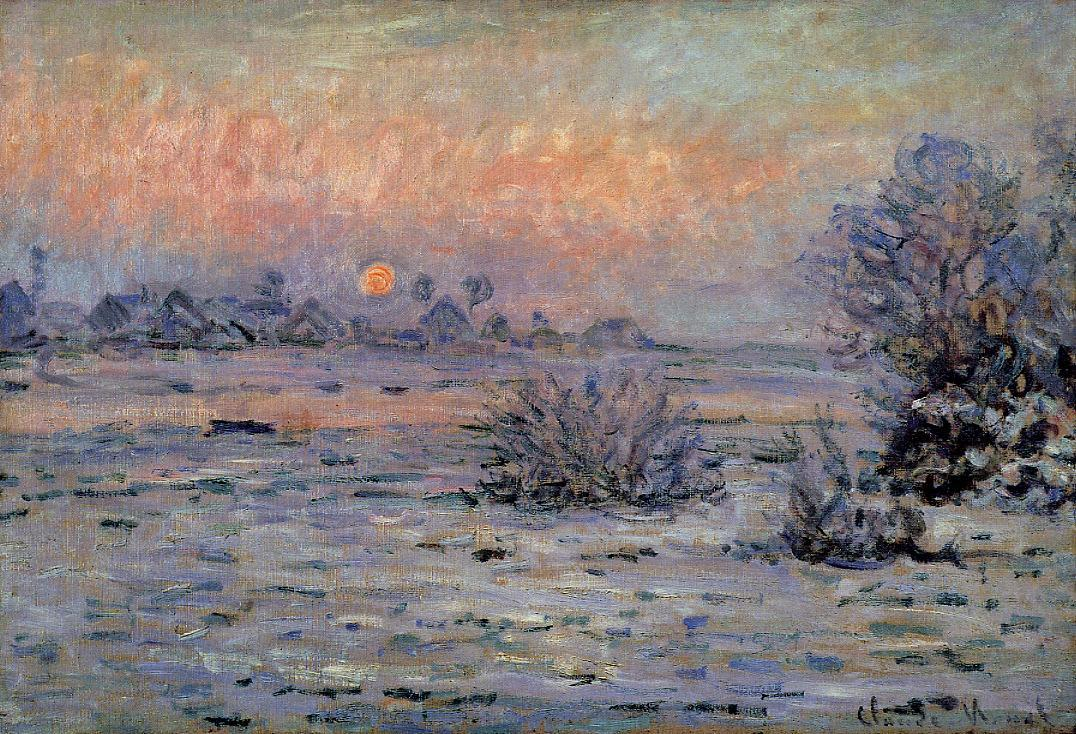
Claude Monet, Soleil d'hiver à Lavacourt, 1879-1880.
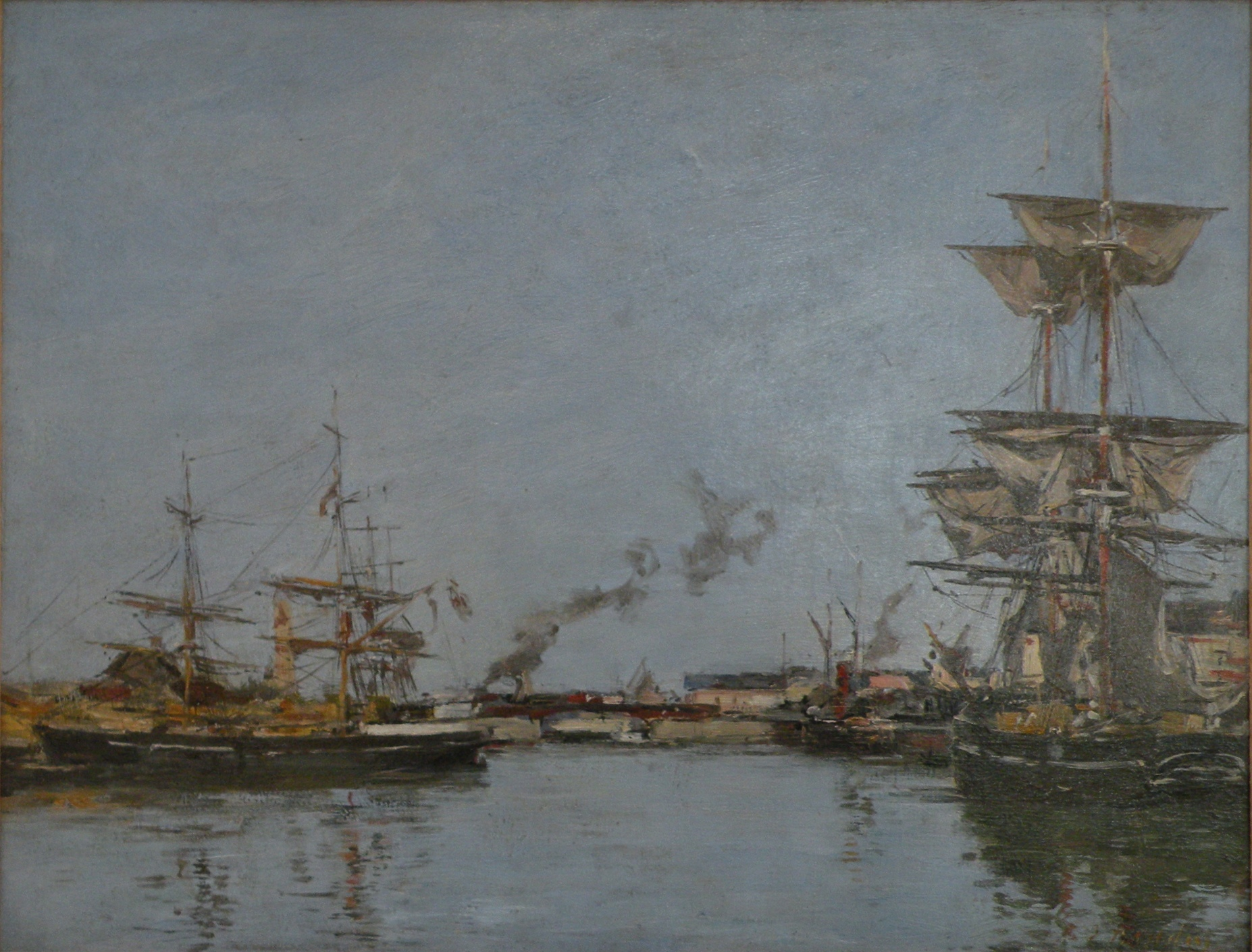
Eugène Boudin, Le Bassin de Deauville, 1880-1885.
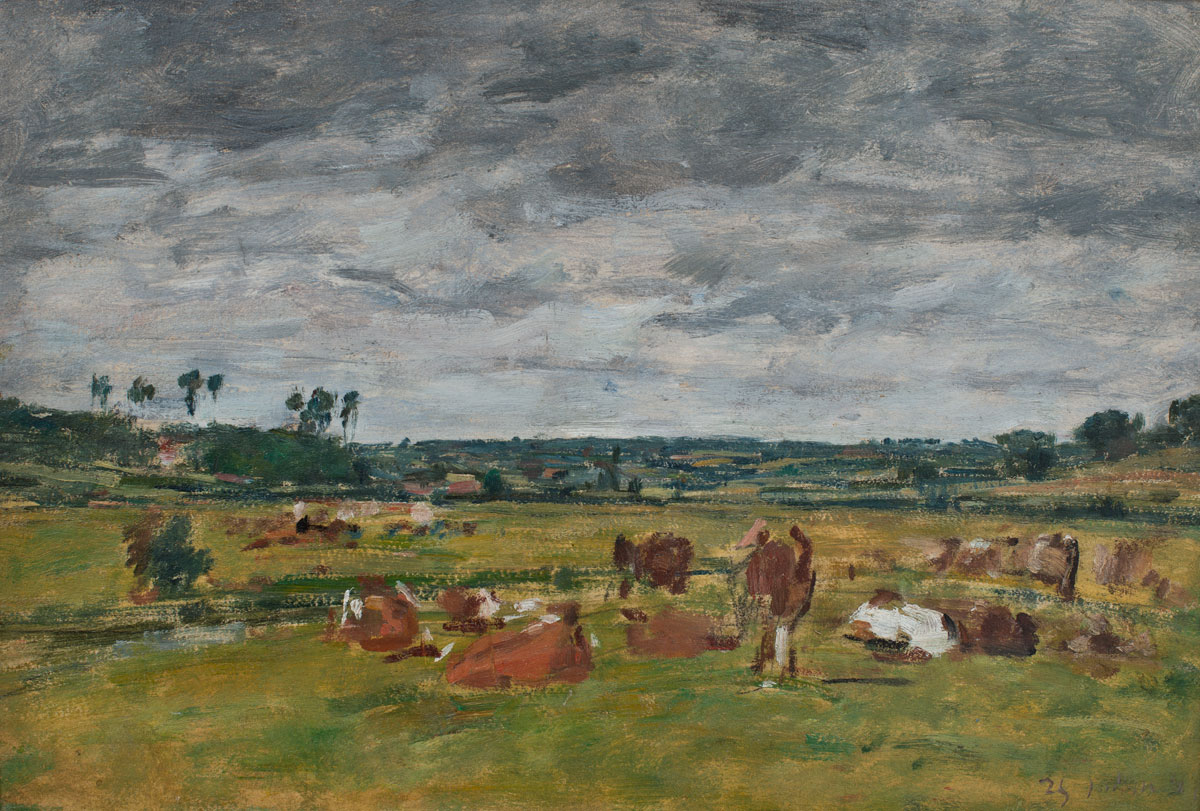
Eugène Boudin, Paysage avec vaches, 1881.
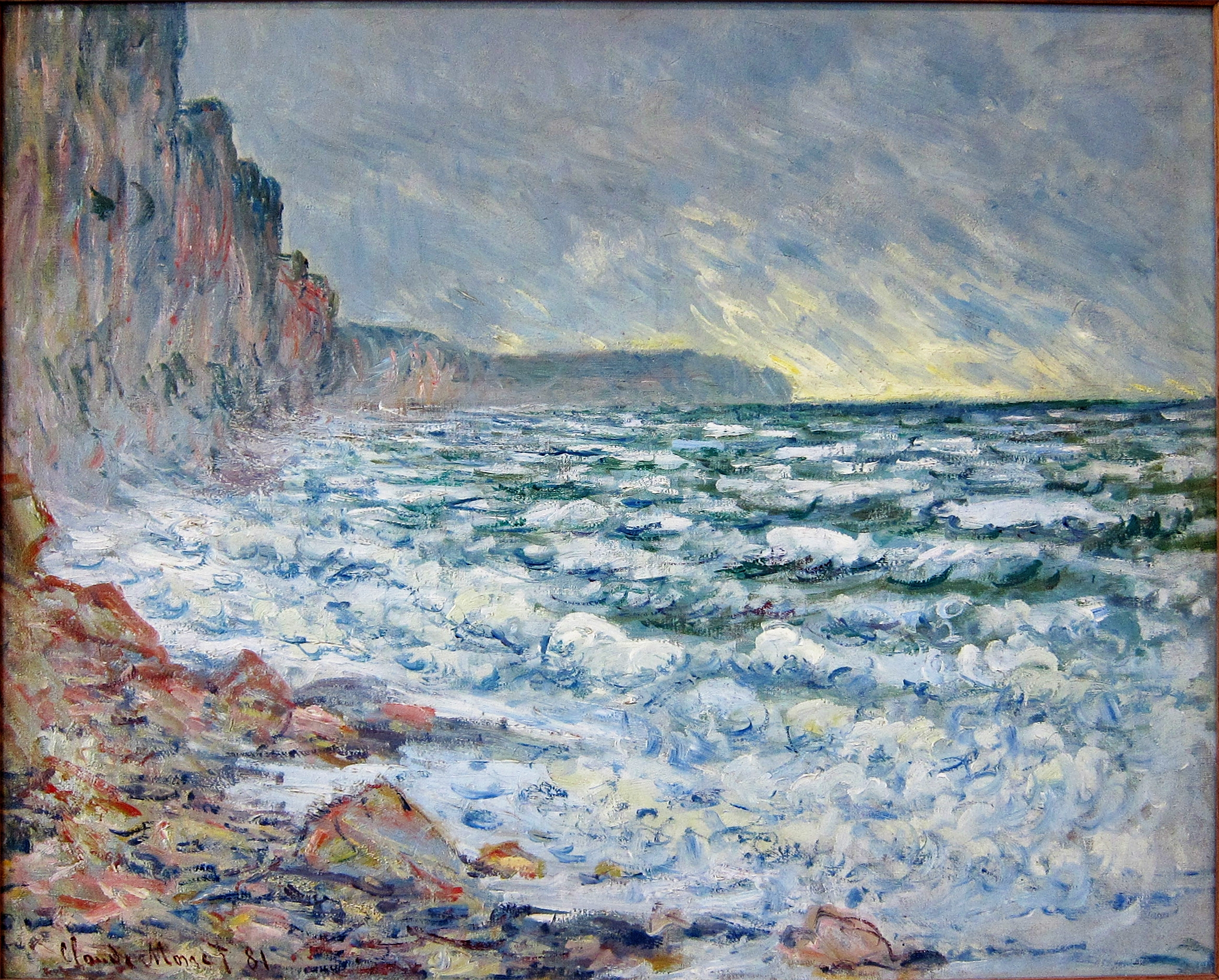
Claude Monet, Fécamp, bord de mer, 1881.
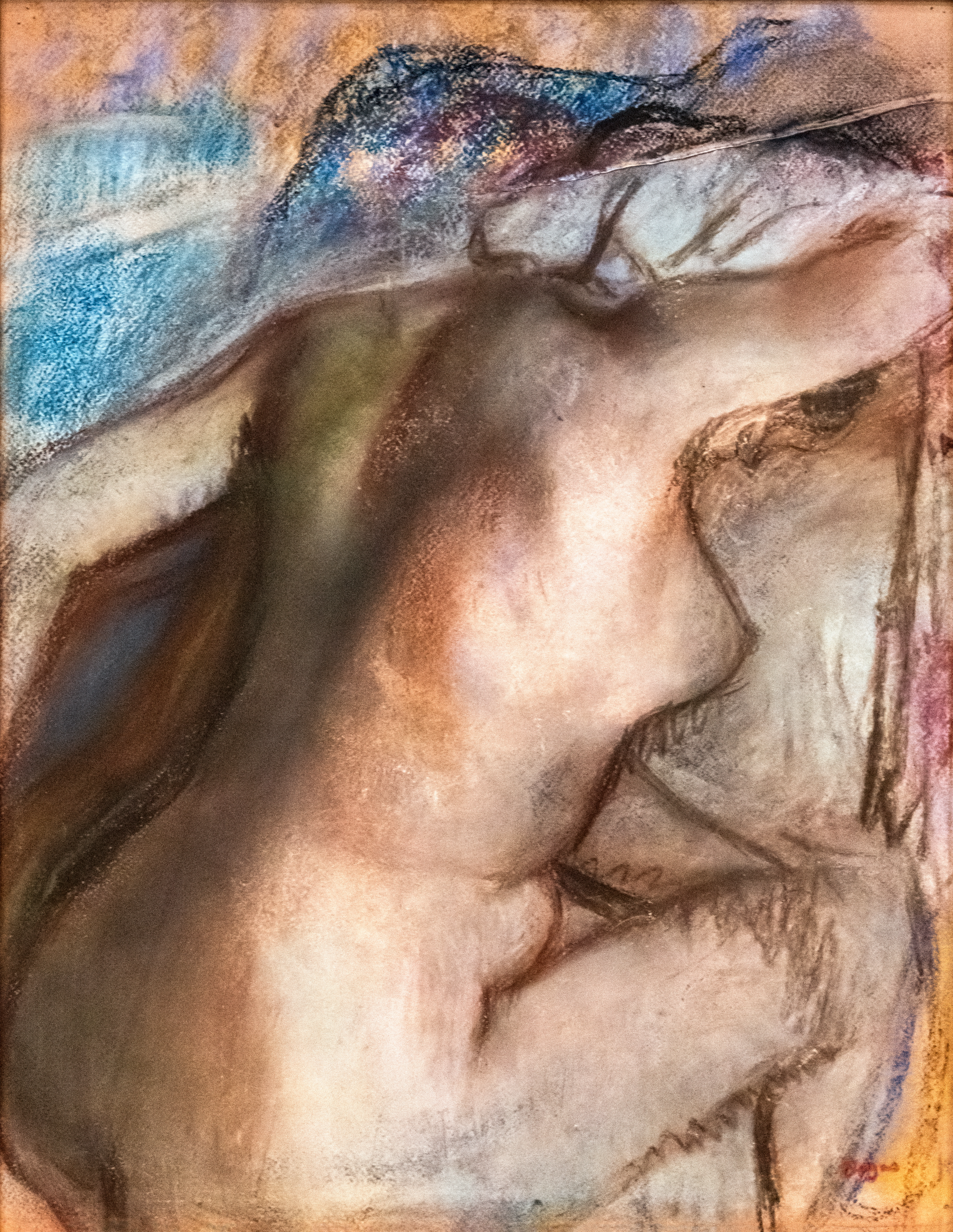
Edgar Degas, Après le bain, femme s'essuyant, vers 1884-1886, repris entre 1890 et 1900.

- Nicolas de Staël : Paysage, Antibes[58] ;
- Constant Troyon : Soleil couchant et Troupeau de moutons ;
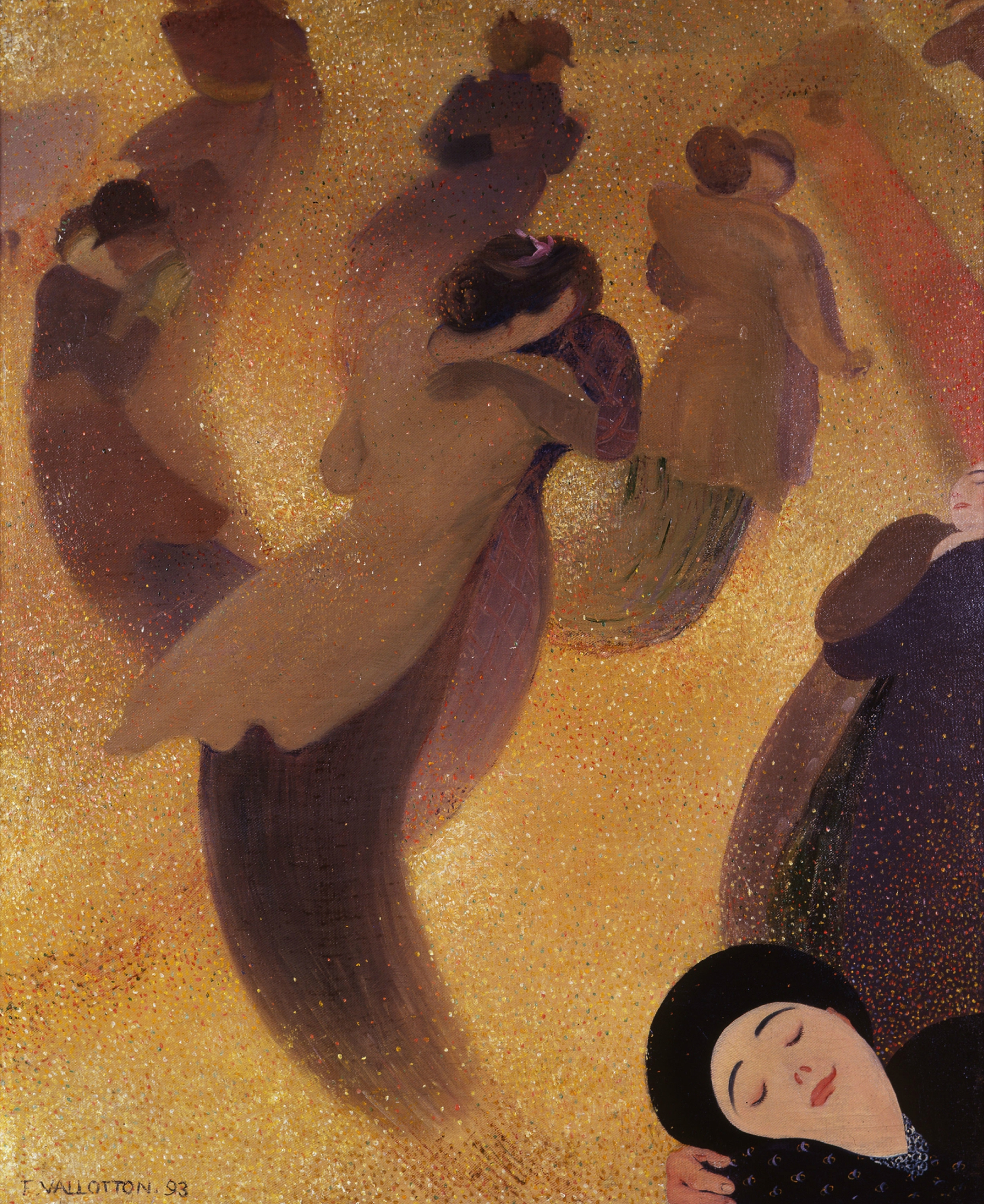
Félix Vallotton : La Valse (1893)[59] ; Nature morte aux pommes ; Pont à la romaine à Cagnes et Le Haut-de-forme, intérieur ;
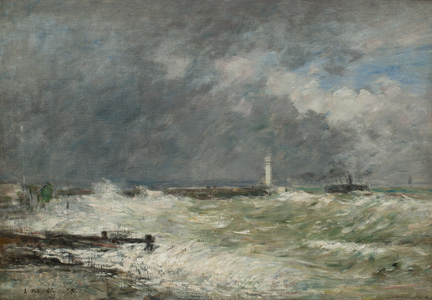
Eugène Boudin, Entrée des jetées du Havre par gros temps, 1895.
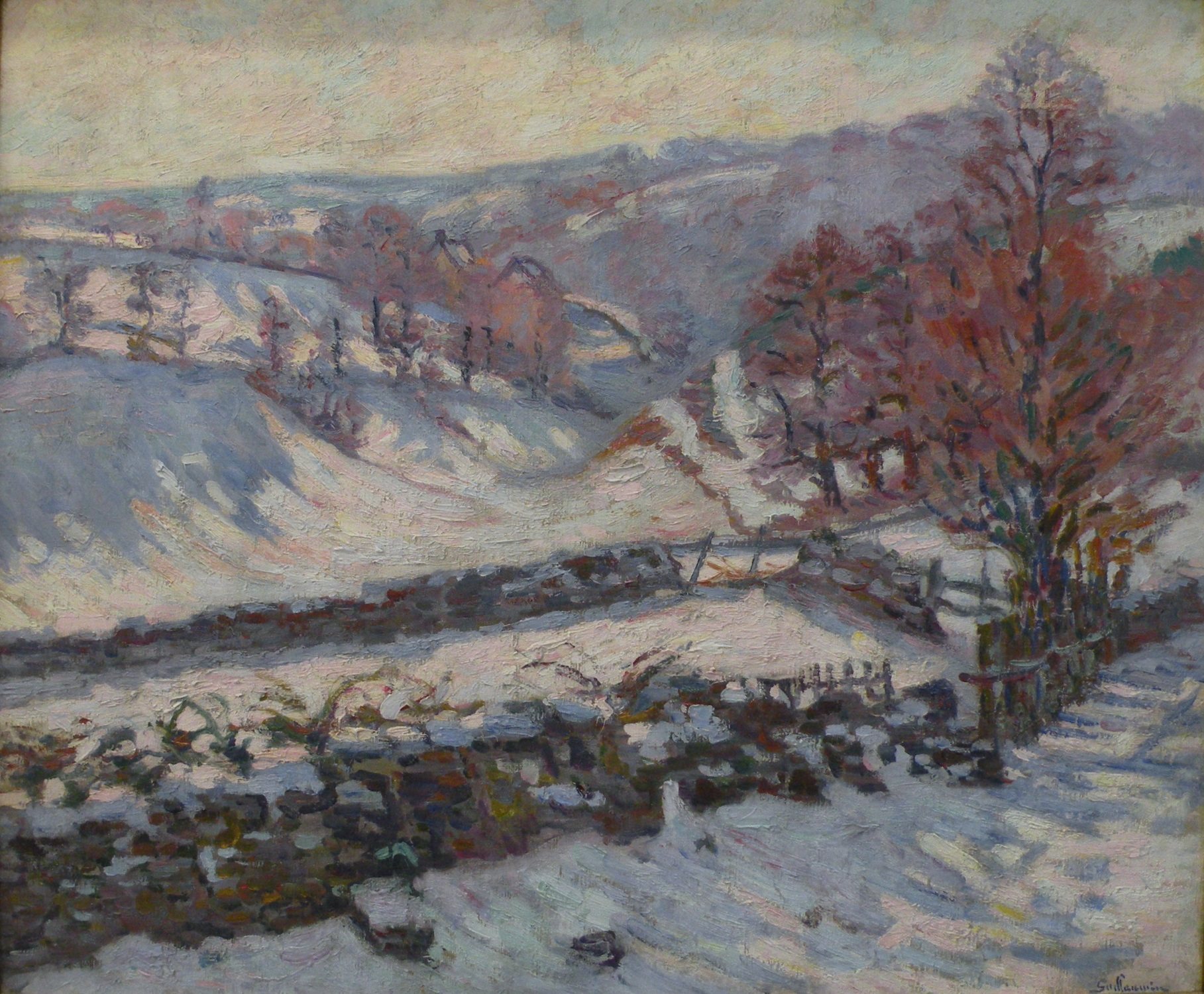
Armand Guillaumin, Paysage de neige à Crozant, vers 1895.
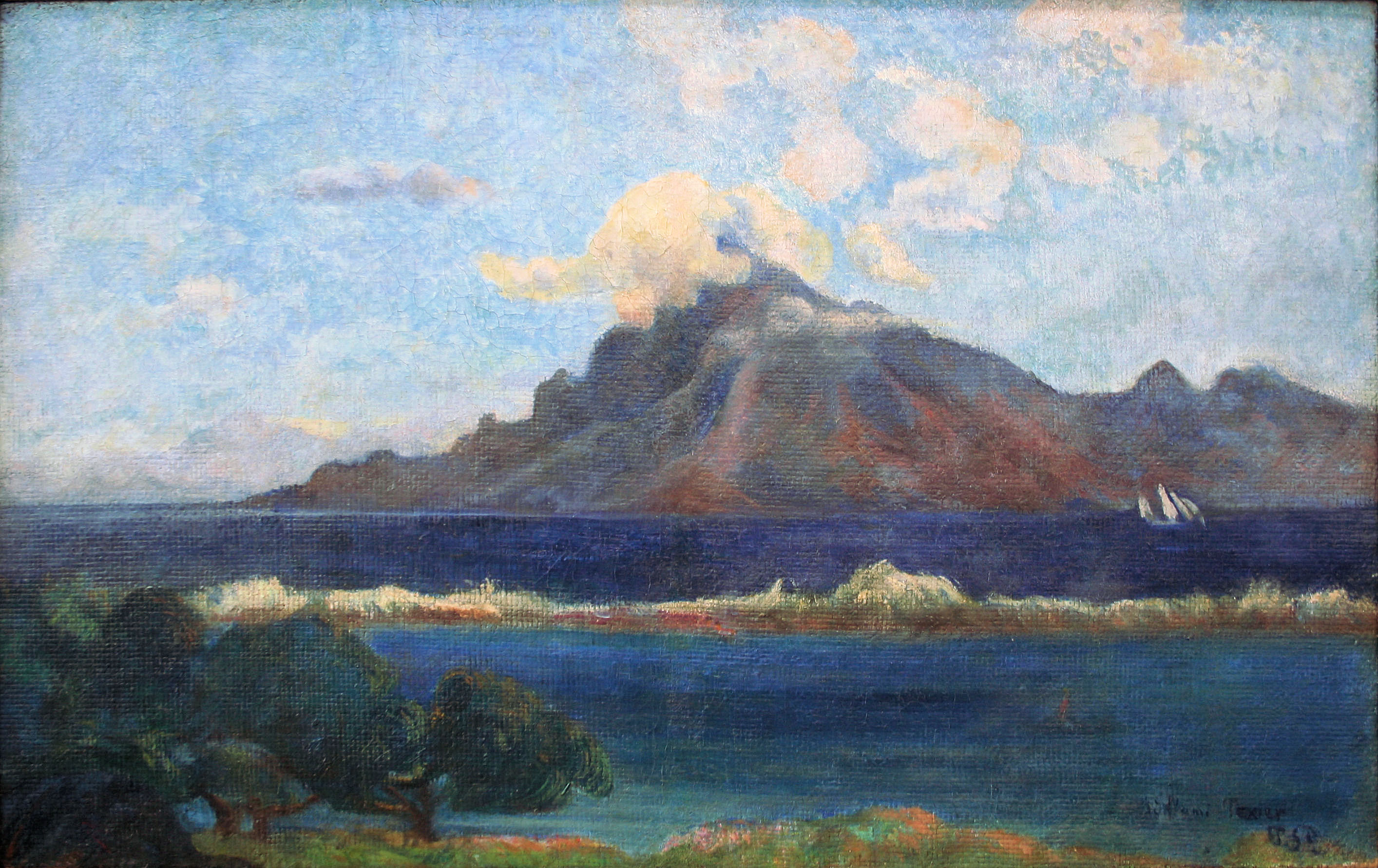
Paul Gauguin, Paysage de Te Vaa, 1896.
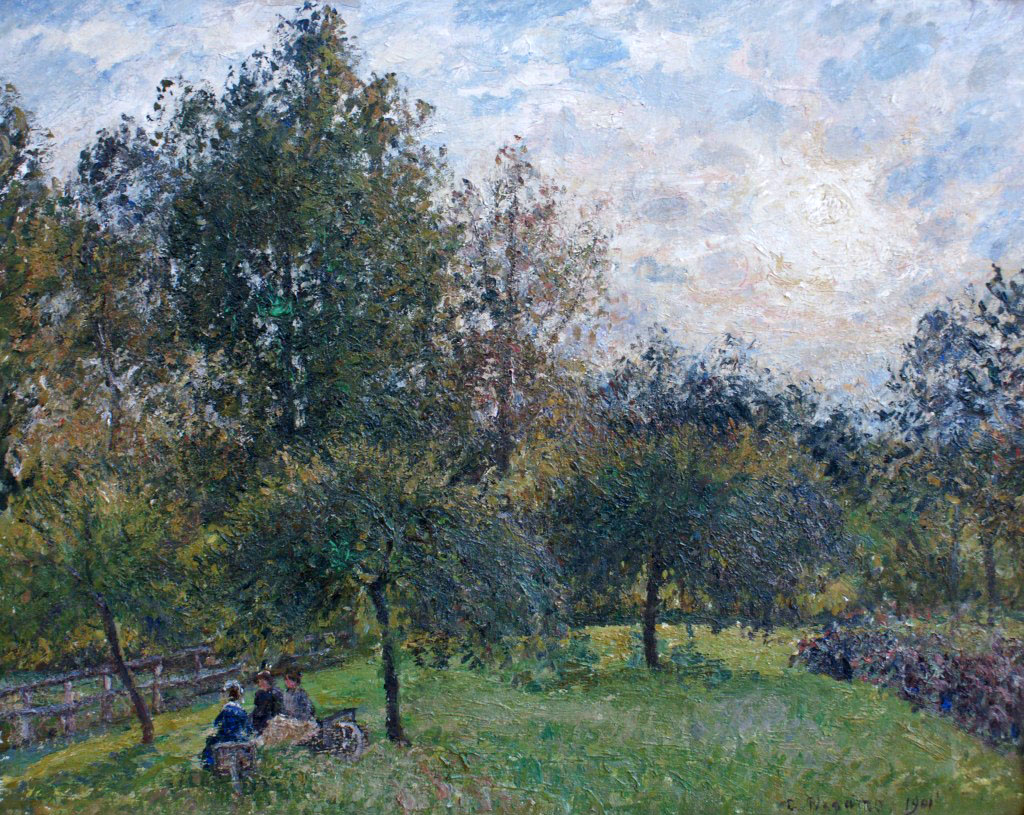
Camille Pissarro, Pommiers et peupliers au soleil couchant, Éragny, 1901.
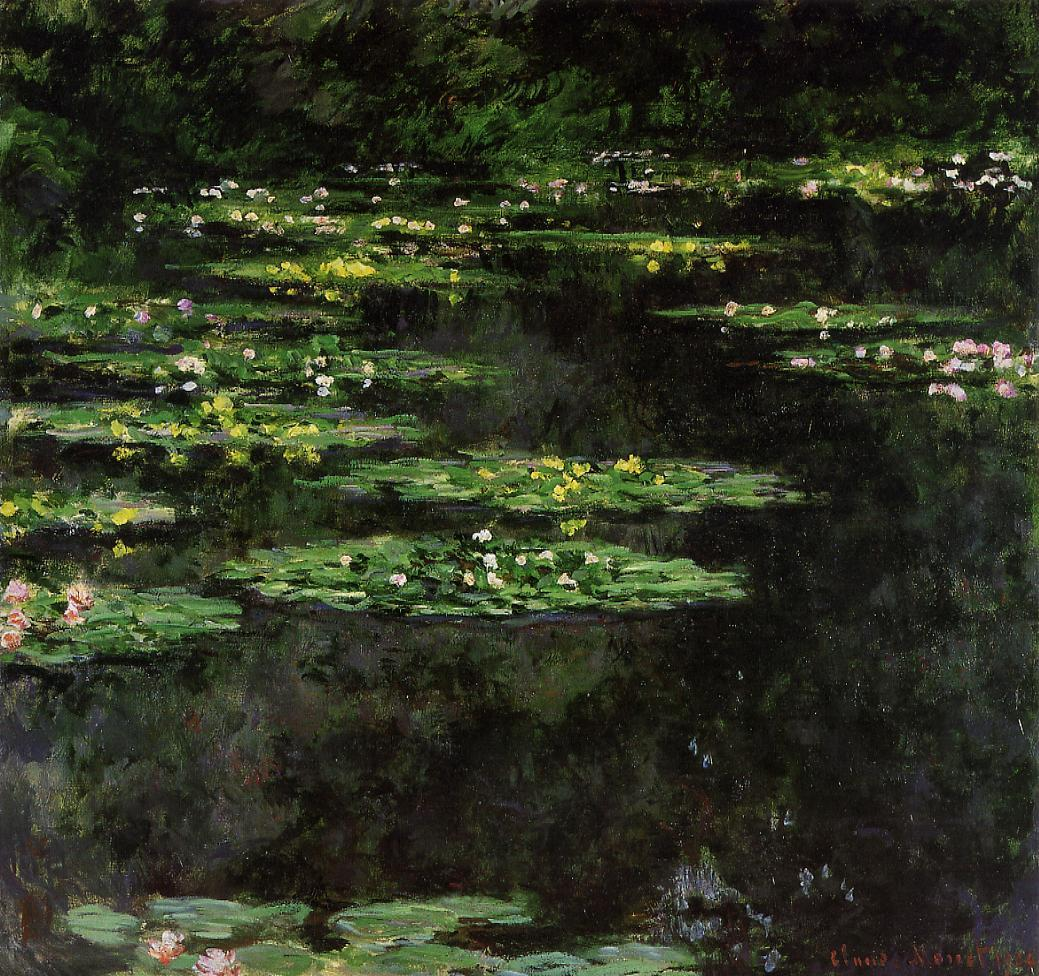
Claude Monet, Les Nymphéas, 1906.
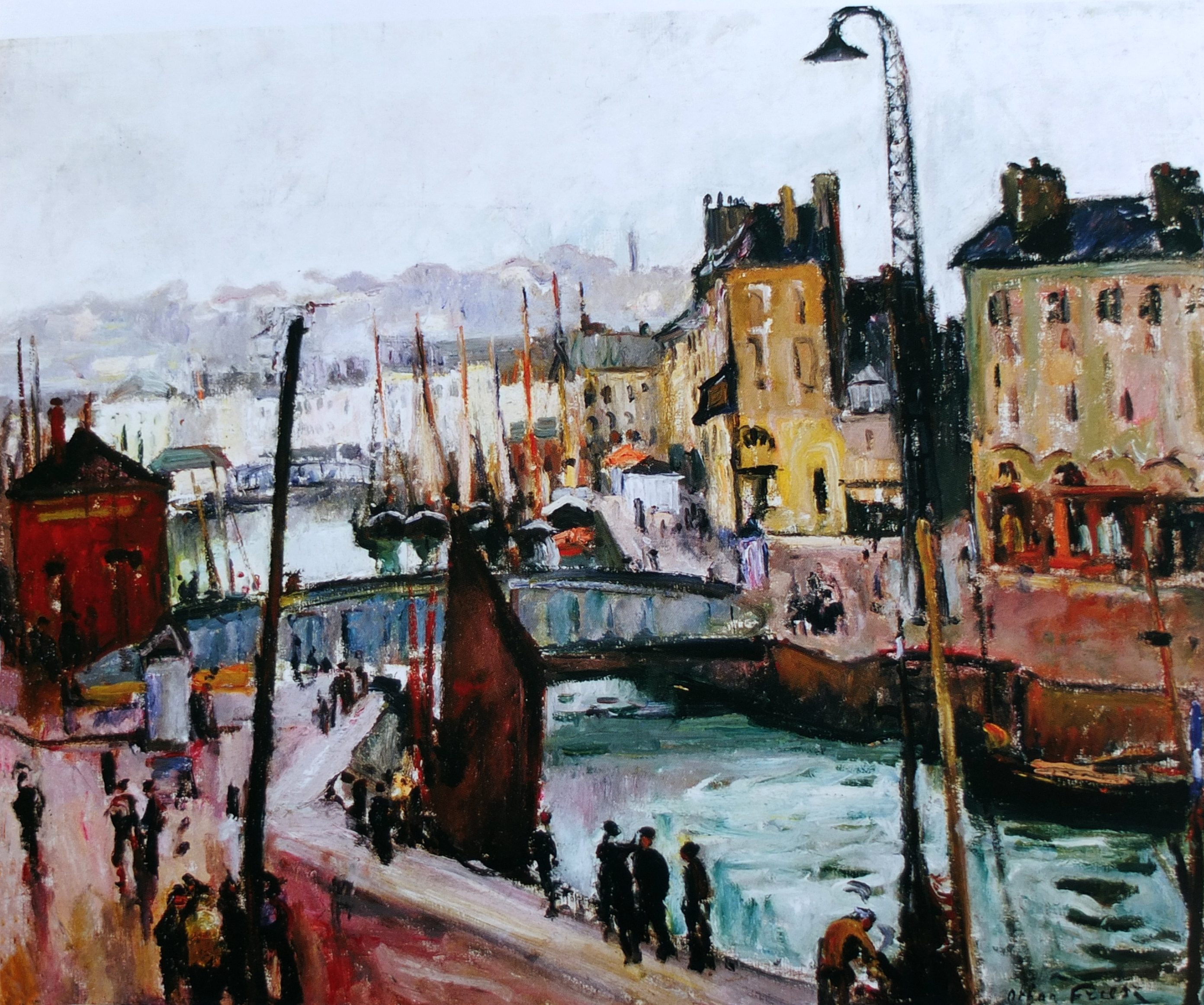
Othon Friesz, Le Bassin du Roy, 1906.
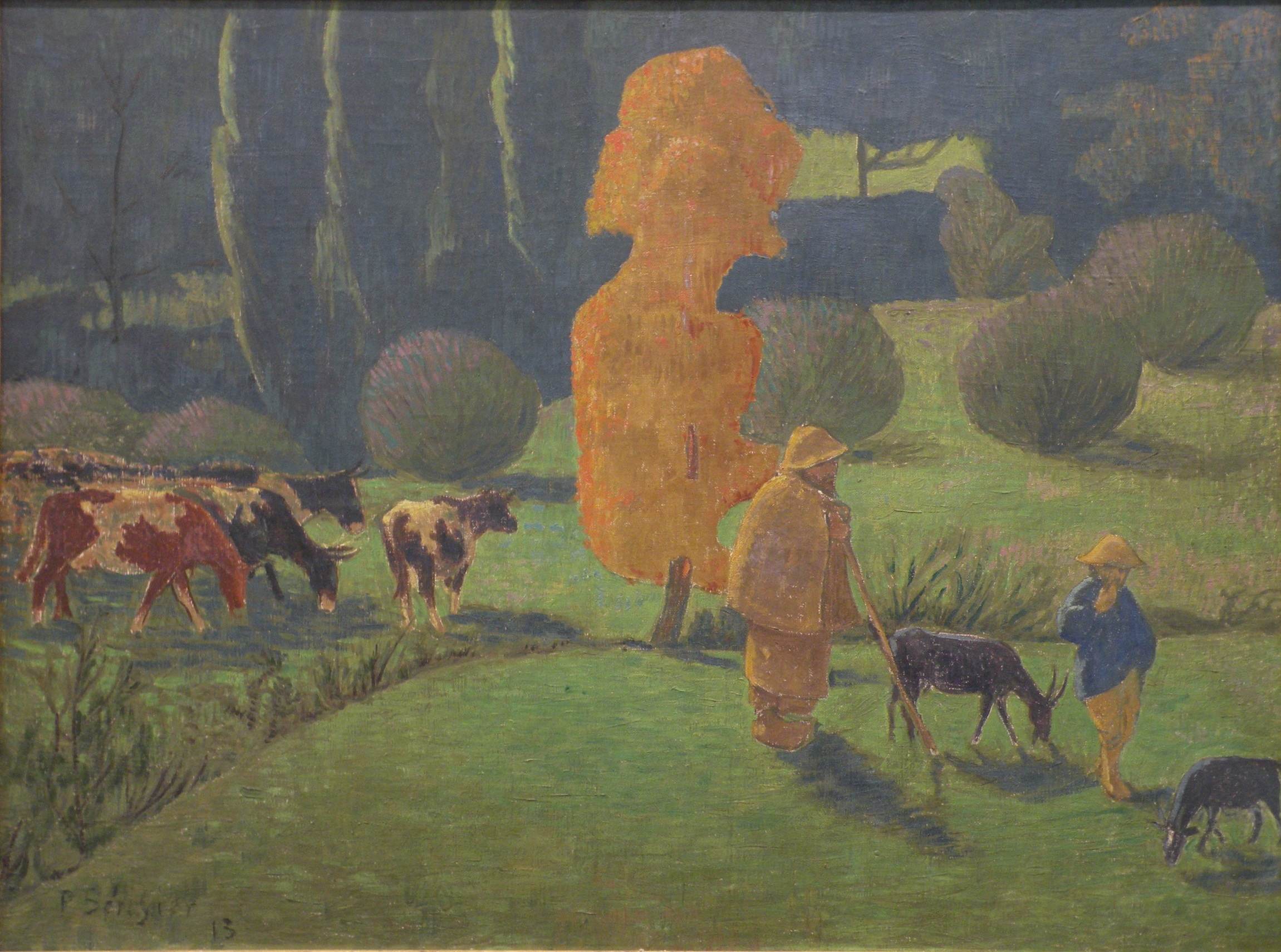
Paul Sérusier, Le Berger Corydon, 1913.
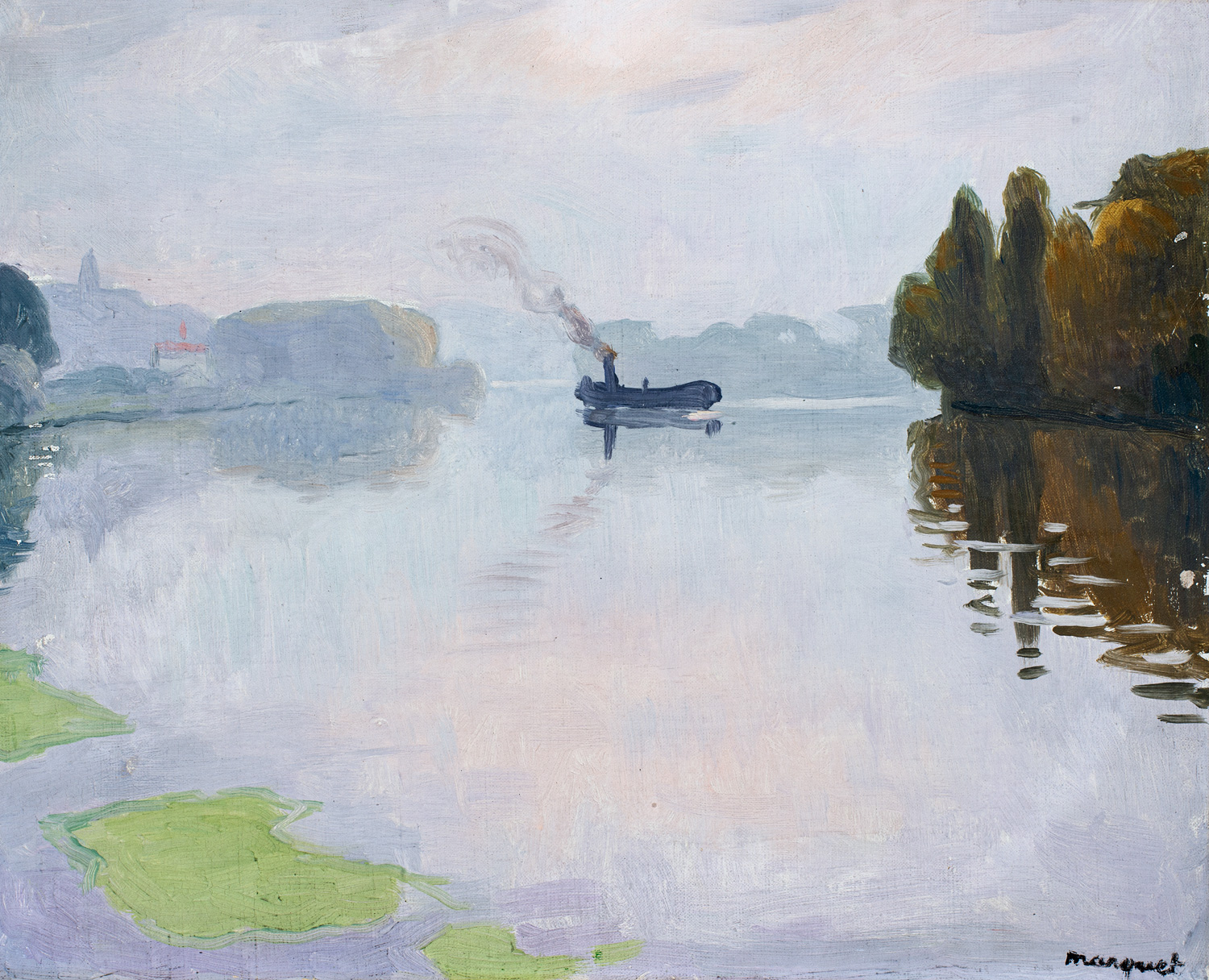
Albert Marquet, Herblay. Automne. Le Remorqueur, 1919.

- Louis Valtat : Les Rochers rouges à Agay et Lys et roses ;
- Kees van Dongen : Le Bouquet, Cavaliers au bois de Boulogne[60] et La Parisienne de Montmartre[61] ;
- Jacques Villon : Autoportrait et Trophées au cor ;
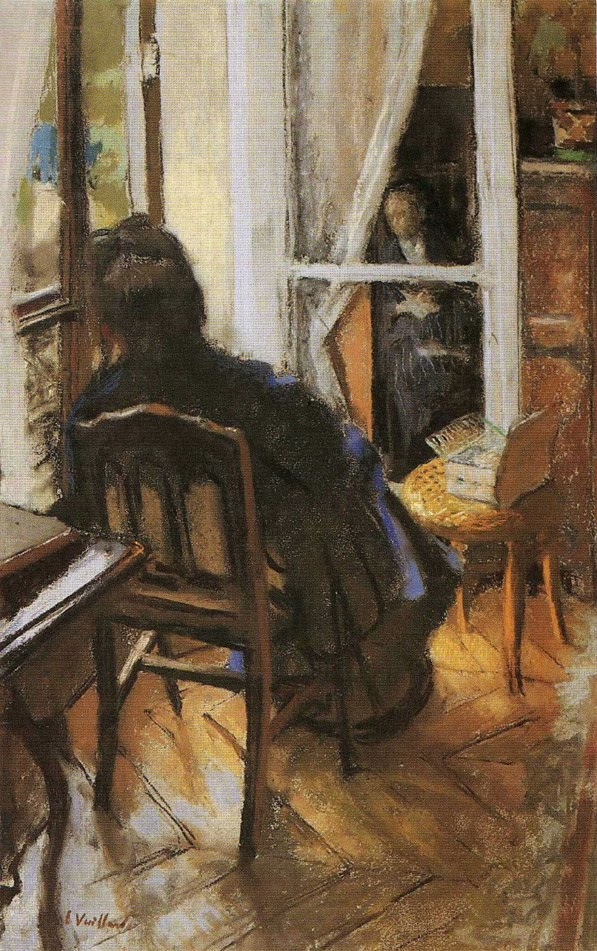
Édouard Vuillard : Enfants lisant[62] et À la fenêtre ;
Nicolas de Staël, Paysage, Antibes, 1955.

- Félix Ziem : Composition (marine) et Gondoles à Venise.
- Alphonse Eugène Félix Lecadre : L’Offrande, Palais des Champs-Elysées 2e médaille

### Sculpture
- Antoine Bourdelle : Drame intime[63], Héraclès archer[64], Buste de Beethoven, Buste de Jules Tellier, Buste d’Auguste Perret et Le Peintre Ingres.

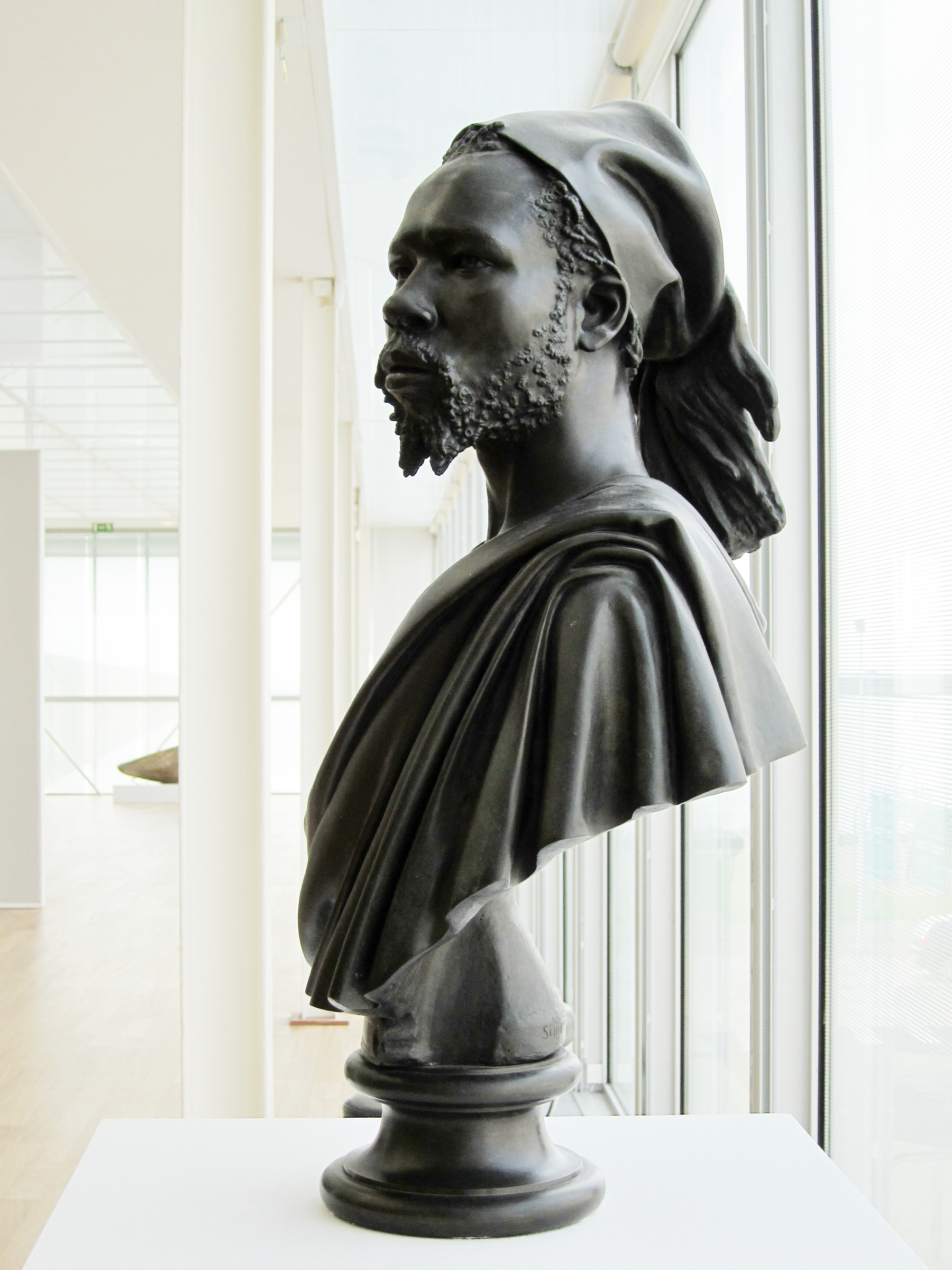
Charles Cordier : Le Nubien[65] et La Nubienne[66].
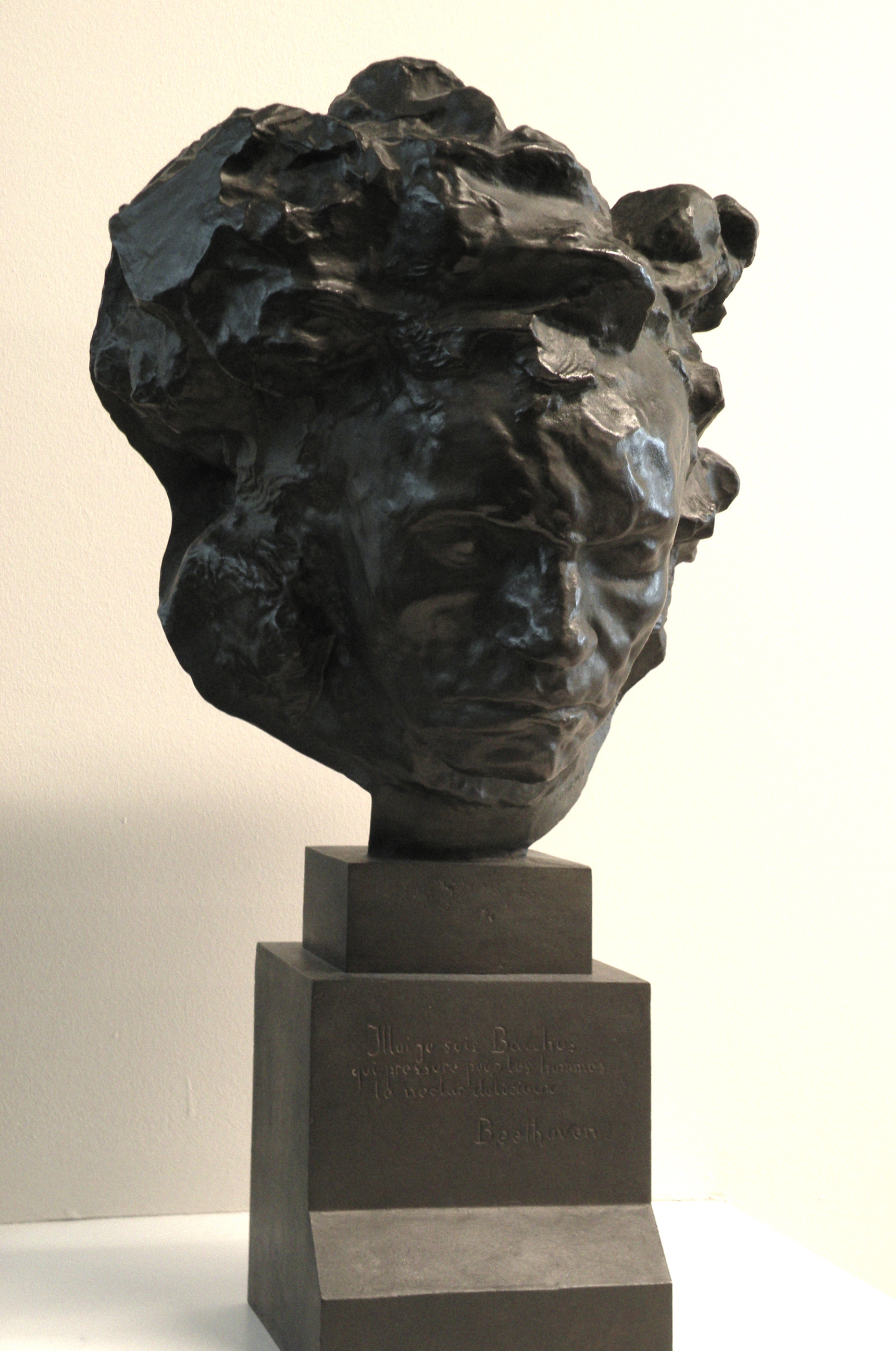
Antoine Bourdelle, Buste de Beethoven, 1902.
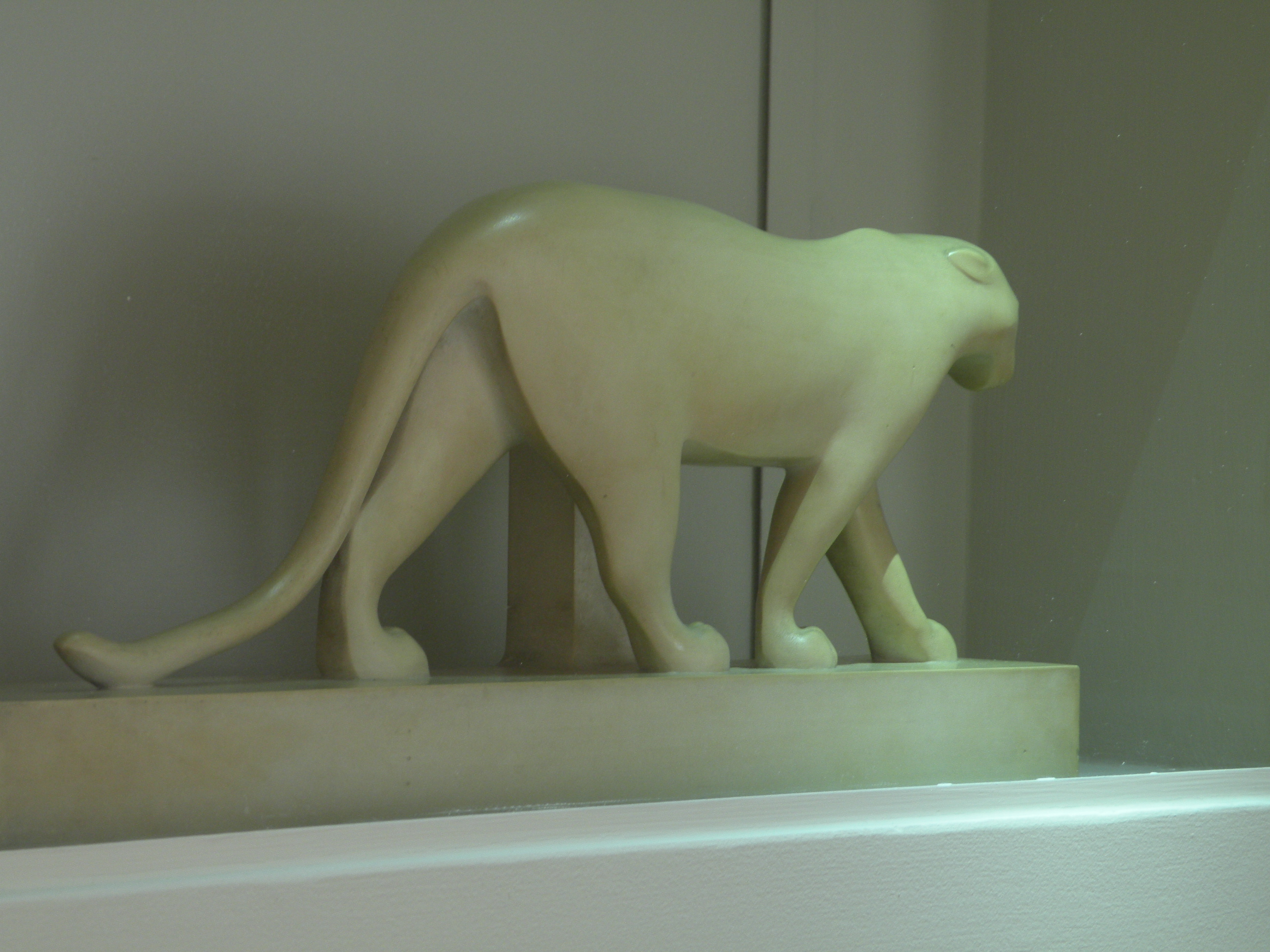
François Pompon : Ours blanc, Panthère, Panthère noire, Poule et Perdreau rouge.
- Auguste Rodin : L’Âge d’airain, Saint Jean-Baptiste et Buste de Dalou, plâtres.

### Arts graphiques

#### Aquarelle
- Edgar Degas : Paysage montagneux, Tête de moujik.
- Raoul Dufy : Vue du Havre à l’arc en ciel, Le Port du Havre.
- Pablo Picasso : Le Mendiant[67].
- Auguste Rodin : Femme nue assise de dos, s'appuyant sur la main.
- Henri Adam : Meeting aérien au Havre[68].

#### Pastel
- Edgar Degas : Piano, Après le bain, femme s'essuyant[69] et La Modiste.
- Eva Gonzalès : Portrait de Jeanne.
- Armand Guillaumin : Vallée d'Agay ; Les Bords de l’Orge à Breuillet.
- Odilon Redon : Homme de profil avec bouquet de fleurs.
- James McNeill Whistler : Projet pour une mosaïque.

#### Dessins

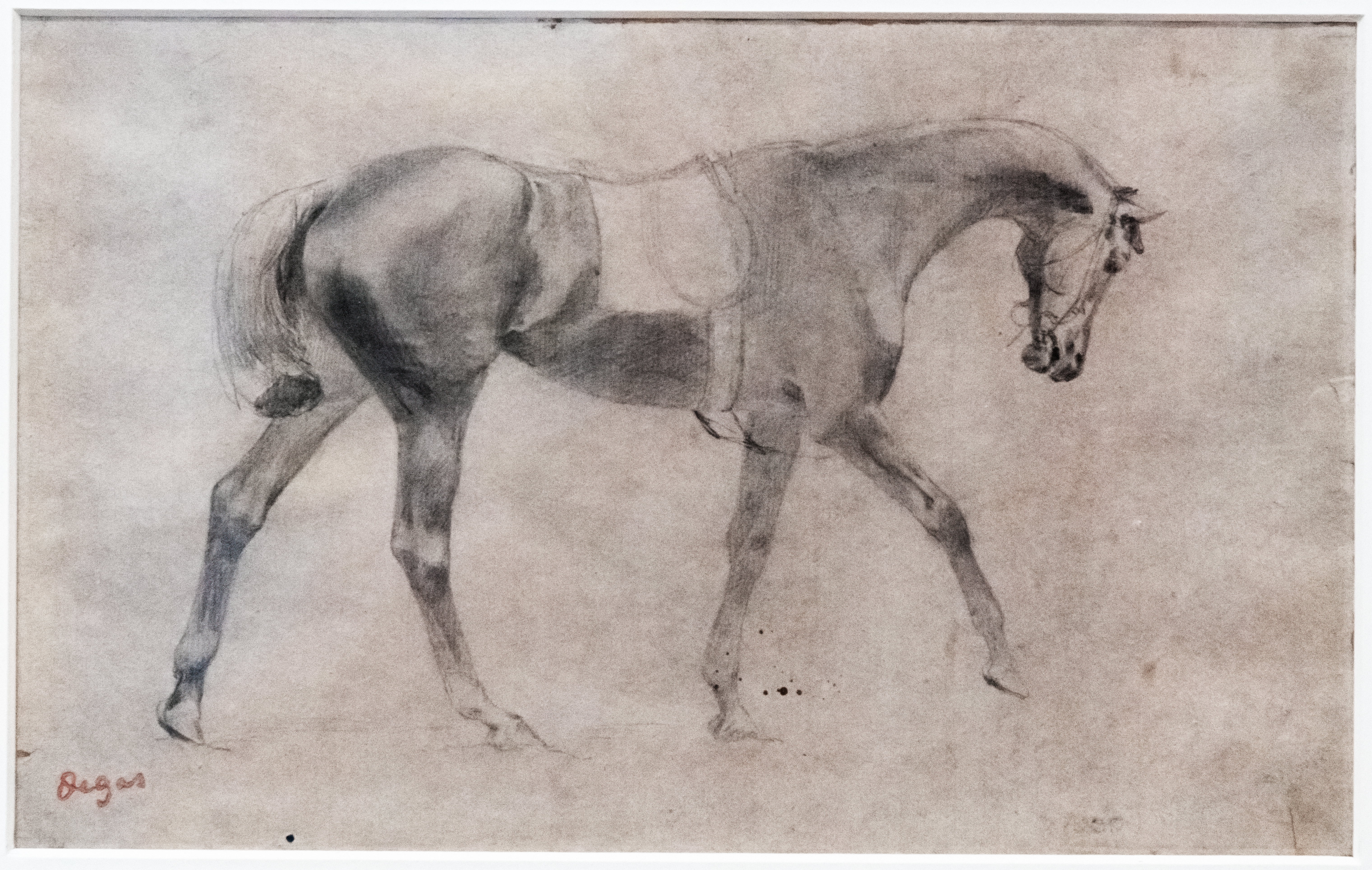
Edgar Degas, Cheval de selle.

La collection, enrichie par la donation Senn-Foulds, comporte notamment :
- Quarante deux pièces d'Edgar Degas : études diverses, dont Bucéphale, Adolescent, Cavalier ;
- Nombreuses études d'Eugène Boudin, en particulier plusieurs études de ciel ;
- Trente trois dessins de Raoul Dufy, dont Le Café, Femme au lit, Femme sous une ombrelle, Le Port du Havre, Régates au Havre, L'estacade, Queen Mary, Harfleur, Portrait de Gustave Coquiot ;
- Vingt-trois pièces d'Henri-Edmond Cross, dont Femme et enfant, Barque échouée, Effet de soleil dans les nuages ;
- Onze pièces d'Albert Marquet, dont Femme sinueuse, Le Pont des Arts, Homme barbu au chapeau ;
- Othon Friesz : Trois barques dans un bassin, Le Vieux Bassin du Havre ;
- Charles Despiau : Femme nue de face ;
- Constantin Guys : Calèche tirée par quatre chevaux ;
- Camille Pissarro : Trois femmes et fillette en promenade, de dos, Quatre femmes se baignant dans une rivière ;
- Charles Edme Saint Marcel : Étude de lion ;
- Eugène Delacroix : Homme nu debout de dos sur une jambe.

### Photographie
Après la Seconde Guerre mondiale, Le Havre se lance dans la reconstruction de la ville. Ce projet est accompagné par des campagnes photographiques pour marquer l'évolution de la ville. De nombreux artistes étrangers au Havre captent la cité tels que Lucien Hervé en 1956, ou Gabriele Basilico. Ces campagnes font la promotion de la ville moderne réalisée dont le centre-ville est conçu par Auguste Perret. Aujourd'hui encore, le MuMa continue d'accompagner ces campagnes photographiques notamment à travers l'achat d'œuvres d'artistes interrogeant le paysage havrais, comme Thibaut Cuisset, Véronique Ellena ou Stéphane Couturier.

## Expositions temporaires
Le MuMa organise chaque année des expositions temporaires dont une prestigieuse à rayonnement international, à l'emplacement des collections permanentes du premier niveau du musée. Ces expositions sont accompagnées d’une programmation dédiée et de nombreuses actions culturelles pour tous les publics (visites guidées, ateliers, conférences, cinéma, musique, théâtre, danse…).
- Du 27 avril au 29 septembre 2013 : Pissaro dans les ports, dans le cadre du festival Normandie impressionniste 2013[71].
- Du 8 février au 4 mai 2014 : Le siècle d'or de la peinture danoise[72], en partenariat avec le musée La Piscine à Roubaix, exposition rendue possible grâce au prêt par un collectionneur passionné d'un ensemble de 200 peintures de cette école.
- Du 7 juin au 9 novembre 2014 : Nicolas de Staël. Lumières du Nord. Lumières du Sud, qui a réuni plus de 130 œuvres de l'artiste, dont un quart d'entre elles est inédit ou n'a jamais été exposé en Europe. L'exposition est déclarée d'intérêt national par le Ministère de la Culture[73].
- Du 6 décembre 2014 au 8 mars 2015 : Sabine Meier. Portrait of a man. Sabine Meier a bénéficié du programme de résidence "Le Havre/New York. Regards croisés"[74].
- Du 18 avril au 31 août 2015 : Lyonel Feininger, l'arpenteur du monde, première retrospective à lui être consacrée en France, à travers 139 œuvres (4 peintures, 24 aquarelles, 22 dessins et 89 gravures) retraçant sa carrière de 1907 à 1949.
- Du 16 avril au 26 septembre 2016 : Eugène Boudin, l'Atelier de la lumière, en collaboration avec la Réunion des Musées Nationaux - Grand Palais, Paris[75]. Dans le cadre du festival Normandie impressionniste 2016, l'exposition présente un ensemble de 325 œuvres de l'artiste comprenant peintures, dessins, aquarelles et gravures.
- Du 10 octobre 2015 au 28 février 2016 : De la ruine à l'architecture utopique[76], propose des regards croisés sur les collections de dessins, du MuMa, du musée des Beaux-Arts de Rouen et du FRAC Haute-Normandie.
- Du 10 octobre 2015 au 28 février 2016 : Bernard Plossu[77]. L'artiste photographe livre le portrait de la ville du Havre à travers 104 photographies.
- Du 10 octobre 2015 au 28 février 2016 : Photographier pour reconstruire[78]. Cette exposition montre la reconstruction de la ville du Havre à travers les photographies du service photographie du ministère de la Reconstruction et de l'Urbanisme (MRU).
- Du 19 novembre 2016 au 23 avril 2017 : Jacqueline Salmon. Du vent, du ciel, et de la mer...[79], revient sur la relation entre l'artiste, le musée et les éléments : la lumière, la mer, le paysage portuaire.
- Du 27 mai au 20 août 2017 : Pierre et Gilles. Clair-Obscur[80]. Le musée propose une carte blanche aux deux artistes pour cette rétrospective réalisée en collaboration avec le Musée d'Ixelles à Bruxelles, qui présente plus de 80 œuvres regroupées par thématiques de la fin des années 1970 à aujourd'hui.
- Du 10 septembre au 8 octobre 2017 : Impression(s), Soleil[81]. L'exposition accueille le retour de l'œuvre phare de Claude Monet, Impression, soleil levant (1872), prêtée pour l'occasion par le Musée Marmottan Monet.
- Du 25 novembre 2017 au 18 mars 2018 : Comme une histoire... Le Havre, en écho à l’exposition de la BnF Paysage français[82], présente une sélection d'œuvres issues des collections du MuMa mettant en scène la ville du Havre, avec des peintures et des dessins d'Yves Bélorgey, des photographies de Gabriele Basilico, Rut Blees Luxemburg, Charles Decorps, Véronique Ellena, Lucien Hervé, Matthias Koch, Manuela Marques, Sabine Meier, Corinne Mercadier, Olivier Mériel, Bernard Plossu, Anne-Lise Seusse et Xavier Zimmermann et des vidéos de Rebecca Digne, Christophe Guérin et Dana Levy.
- Du 5 mai au 9 septembre 2018 : Né(e)s de l'écume et des rêves[83], interroge l'imaginaire marin, océanique et des abysses dans la seconde moitié du XIXe et du XXe siècle. Cette exposition dévoile 180 œuvres réalisées par Anna Atkins, Gustave Moreau, Arnold Böcklin, Auguste Rodin, Emile Gallé, Max Klinger, Adolf Hiremy-Hirschl, Jean-Francis Auburtin, Mathurin Méheut, Man Ray, Max Ernst, Brassaï, Jean Painlevé, Philippe Halsmann, Pierre et Gilles, ou encore Nicolas Floc’h et Elsa Guillaume.
- Du 18 mai au 3 novembre 2019 : Raoul Dufy au Havre. Né au Havre en 1877, Raoul Dufy a régulièrement représenté les différentes facettes et lumières de sa ville d'origine. Près de 90 œuvres rendent compte de cette évolution de style et de ce lien au territoire.
- Du 3 juillet au 29 octobre 2020 : Nuits électriques. L'éclairage artificiel a changé la représentation de la nuit en peinture, 150 œuvres explorent cette perception inédite, avec notamment des toiles de Claude Monet, Camille Pissarro, Félix Vallotton, Toulouse-Lautrec, Pierre Bonnard, Kees van Dongen, Sonia Delaunay.

## Services du musée
- Un accueil comportant une librairie d'art où le visiteur peut acquérir cartes postales, posters, livres et souvenirs en liaison avec les collections du musée, mais aussi avec les expositions présentées.
- Des vestiaires différenciés pour les visiteurs individuels et les groupes scolaires.
- Une salle de conférence de 150 places où organiser débats, conférences, projections de films, concerts.
- Un café-restaurant avec vue sur l'entrée du port où se restaurer après la visite, organiser des rencontres et des cocktails.
- Une bibliothèque accessible tout public permettant la consultation (sur demande par téléphone au musée) de plus de 9 000 ouvrages, catalogues, revues d'art en lien avec les collections, mais aussi avec l'actualité artistique[84].

## Conservateurs
Liste non-exhaustive des conservateurs consécutifs :
- Adolphe-Hippolyte Couveley de 1846 à 1867
- Jacques-François Ochard de 1867 à 1870
- Alphonse Louis Galbrund de 1871 à 1884
- Charles Lhuillier de 1884 à 1898
- Alphonse Lamotte de 1898 à ?